# Чорнобильська катастрофа
Чорно́бильська катастро́фа  — техногенна екологічно-гуманітарна катастрофа, спричинена двома тепловими вибухами і подальшим руйнуванням четвертого енергоблока Чорнобильської атомної електростанції, розташованої на території України (тоді УРСР), в ніч на 26 квітня 1986 року.
Руйнування мало вибухову природу, реактор було частково зруйновано і в довкілля викинуто велику кількість радіоактивних речовин. Відбулося вивергання потужністю 300 Хіросім. На думку багатьох, ця виняткова подія та офіційна реакція на неї, що була виявлена Москвою, стали однією з причин розпаду СРСР.
Ця надзвичайна подія, яку називають найстрашнішим цивільним ядерним інцидентом у світі, є однією з двох аварій атомної енергетики, оцінених як 7 (найбільший ступінь тяжкості) за Міжнародною шкалою ядерних подій, іншою є ядерна катастрофа на Фукусімі в Японії 2011 року.
Катастрофа вважається найбільшою за всю історію ядерної енергетики. Початкове реагування на надзвичайну ситуацію разом із подальшою дезактивацією навколишнього середовища, залучило понад 500 000 осіб і коштувало 18 мільярдів радянських карбованців — приблизно 12 мільярдів доларів США (за курсом колишнього Держбанку СРСР), або приблизно 68 мільярдів доларів США 2019 року (за курсом Форекс), з поправкою на інфляцію.
Захисний бетонний саркофаг Чорнобильської АЕС було споруджено до грудня 1986 року. Він зменшив поширення радіоактивного забруднення від уламків і захистив їх від атмосферних впливів. Укриття також забезпечувало радіологічний захист для робітників непошкоджених реакторів на майданчику, які були перезапущені і приєднані до об'єднаної енергетичної системи України, наприкінці 1986 і 1987 років. Однак ця захисна споруда мала прослужити лише 30 років і вимагала значного посилення на початку 2000-х років. 2017 року, «Укриття» суттєво доповнили новою безпечною оболонкою Чорнобильської АЕС, яка була зведена навколо першого саркофагу. Цей більший непроникний корпус призначений для видалення як задавнілого саркофага, так і уламків реактора, утримуючи всередині радіоактивні матеріали. Очищення передбачається завершити до 2065 року.
Радіоактивна хмара від аварії пройшла над європейською частиною СРСР, більшою частиною Європи, східною частиною США. Приблизно 60 % радіоактивних речовин осіло на території Білорусі. Близько 300 000 осіб евакуйовано із зон забруднення.
Чорнобильська аварія стала подією великого суспільно-політичного значення для колишнього СРСР і світу. Це наклало деякий відбиток на хід розслідування її причин. Підхід до тлумачення фактів і обставин аварії, змінювався з часом і повністю єдиної думки не існує досі.
Спершу, тодішнє керівництво УРСР та СРСР намагалося приховати розміри трагедії, але після повідомлень зі Швеції, де на АЕС Форсмарк було знайдено радіоактивні частинки, принесені з західної частини СРСР, та оцінки обсягів зараження, розпочалася евакуація близько 130 000 мешканців Київської області із забруднених районів. Радіоактивного ураження зазнали близько 600 000 осіб, насамперед ліквідатори катастрофи. Навколо ЧАЕС створено 30-кілометрову зону відчуження.

2016 року, у зоні відчуження Чорнобильської АЕС, було створено найбільшу на теренах України, природоохоронну одиницю — Чорнобильський радіаційно-екологічний біосферний заповідник, де станом на 2021 рік, за словами завідувача наукового відділу заповідника Дениса Вишневського:
«Відновились дикі тварини, які мешкали тут 100—200 років тому, весь цей набір: хижаки, великі і малі, вовки, рисі, борсук, лисиці, копитні, ведмеді». 

## Характеристика АЕС
Чорнобильська АЕС розташована в Україні поблизу міста Прип'ять, за 18 кілометрів від міста Чорнобиль, за 16 кілометрів від білоруського кордону і за 110 кілометрів від Києва. До аварії на станції використовувалися чотири реактори РВПК-1000 (реактор великої потужності канального типу) з електричною потужністю 1000 МВт (теплова потужність 3200 МВт) кожен. Ще два реактори будувалися. ЧАЕС виробляла приблизно десяту частку електроенергії України.

## Аварія

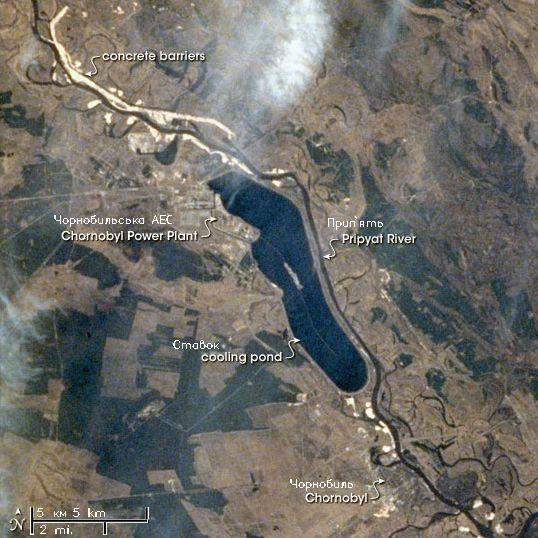
Фотографія території довкола Чорнобильської АЕС зі станції «Мир» (27 квітня 1997).

Схематична діаграма реактора РБМК.

Приблизно о 01:23:47 26 квітня 1986 року на четвертому енергоблоці Чорнобильської АЕС сталися два теплових вибухи, які цілком зруйнували реактор. Будівля енергоблоку частково обвалилася, при цьому, як вважається, загинула одна людина — Валерій Ходемчук. На даху почалася пожежа. Згодом залишки активної зони 4-го реактора розплавилися. Суміш з розплавленого металу, піску, бетону і частинок палива розтікалася під реакторними приміщеннями. Внаслідок аварії стався викид радіоактивних речовин, зокрема ізотопів урану, плутонію, йоду-131 (період напіврозпаду 8 днів), цезію-134 (період напіврозпаду 2 роки), цезію-137 (період напіврозпаду 30 років), стронцію-90 (період напіврозпаду 29 років). Становище погіршувалося через те, що в зруйнованому реакторі тривали неконтрольовані ядерні і хімічні реакції з виділенням тепла (від горіння запасів графіту), з виверженням з розлому протягом багатьох днів продуктів горіння радіоактивних елементів і зараження ними великих територій. Зупинити активне виверження радіоактивних речовин зі зруйнованого реактора вдалося лише наприкінці травня 1986 року шляхом залучення ресурсів усього колишнього СРСР і ціною масового опромінення тисяч ліквідаторів.

### Хронологія подій
На 25 квітня 1986 року була запланована зупинка 4-го енергоблока Чорнобильською АЕС для чергового обслуговування. Було вирішено використовувати цю можливість для проведення низки випробувань. Мета одного з них полягала в перевірці проєктного режиму, що передбачає використання вибігу (інерції) турбіни генератора для живлення систем реактора в разі втрати зовнішнього електроживлення.
Випробування мали проводитися на потужності 700 МВт, але за наказом Анатолія Дятлова при зниженні потужності до 200 МВт, вона впала до 30 МВт. Впродовж швидкого зниження потужності, і подальшої роботи на рівні 30 — 200 МВт почало посилюватися отруєння активної зони реактора ізотопом ксенону-135. Для того, щоб підняти потужність, з активної зони витягали частину стрижнів керування.
Після досягнення 200 МВт були увімкнені два додаткові насоси, які мали служити навантаженням для генераторів під час експерименту. Величина потоку води крізь активну зону на деякий час перевищила допустиме значення. В цей час для підтримки потужності операторам довелося ще більше підняти стрижні. При цьому оперативний запас реактивності виявився нижчим за допустимий, але персонал реактора про це не знав.
О 1:23:04 почався експеримент. У цю мить жодних сигналів про несправності або про нестабільний стан реактора не було. Через зниження обертів насосів, увімкнених до «вибігаючого» генератора і позитивного парового коефіцієнта реактивності, спостерігали тенденцію до збільшення потужності (вводилася позитивна реактивність), проте система керування успішно цьому протидіяла. О 1:23:40 оператор натиснув кнопку аварійного захисту. Точна причина цієї дії оператора невідома — існує думка, що це зроблено у відповідь на швидке зростання потужності. Проте Анатолій Дятлов (заступник головного інженера станції з експлуатації, що були у мить аварії в приміщенні пульта керування 4-м енергоблоком) стверджує у своїй книзі, що це було передбачено раніше на інструктажі і зроблено в штатному (а не аварійному) режимі для глушіння реактора разом з початком випробувань з «вибігу» турбіни, після того, як стрижні автоматичного регулювальника потужності підійшли до низу активної зони. Системи контролю реактора, також не засвідчили зростання потужності аж до увімкнення аварійного захисту.
Керувальні й аварійні стрижні почали рухатися донизу, занурюючись в активну зону реактора, але за декілька секунд, теплова потужність реактора стрибком зросла до невідомо великої величини (потужність зашкалювала на всіх вимірювальних приладах) попри те, що вона мала спадати. Сталися два вибухи з проміжком в декілька секунд — це зруйнувало реактор. Про точну послідовність дій, які призвели до вибухів, не існує достовірних даних. Загальновизнано, що спочатку стався неконтрольований розгін реактора, в результаті якого зруйновано декілька тепловидільних елементів. Це порушило герметичність технологічних каналів, у яких вони розташовувались. Пара з пошкоджених каналів потрапила в міжканальний реакторний простір. У підсумку там різко зріс тиск, що викликало відрив і підйом верхньої плити реактора, крізь яку проходять всі технологічні канали. Це призвело до масового руйнування каналів, скипання одночасно у всьому об'ємі активної зони і викиду пари назовні — це був перший вибух (паровий).
Щодо подальшого протікання аварійного процесу і природи другого вибуху, котрий повністю зруйнував реактор, немає об'єктивних зареєстрованих даних і можливі лише припущення. За одним із них, це вибух хімічної природи, тобто вибух водню, який утворився в реакторі за високої температури внаслідок пароцирконієвої реакції і низки інших процесів. За іншою гіпотезою, це вибух ядерної природи, тобто тепловий вибух реактора в результаті його розгону на швидких нейтронах, викликаного повним зневодненням активної зони. Великий позитивний паровий коефіцієнт реактивності робить таку версію аварії цілком імовірною. Нарешті, існує думка, що другий вибух — теж паровий, тобто продовження першого; за цією версією всі руйнування викликав потік пари, викинувши з шахти значну частину графіту і палива. А піротехнічні вияви у вигляді «феєрверку» летючих розпечених уламків, які спостерігали очевидці, це наслідок «виникнення пароцирконієвої та інших хімічних екзотермічних реакцій».

## Розслідування
Служба безпеки України напередодні річниці аварії на Чорнобильській атомній електростанції розмістила на своєму сайті 121 документ архіву КДБ УРСР з 1971 по 1988 роки, що стосуються роботи ЧАЕС і аварії, яка сталася на станції 26 квітня 1986.

## Причини аварії на АЕС
Існує принаймні два різні підходи до пояснення причини чорнобильської аварії, які можна назвати загальноприйнятими, а також декілька додаткових тлумачень різної міри ймовірності.
Спочатку провину за катастрофу покладали винятково, або майже винятково лише на персонал. Таке ставлення мали Державна комісія, створена в СРСР для розслідування причин катастрофи, суд, а також КДБ СРСР, що проводив окреме провадження. Міжнародне агентство з атомної енергії у власному звіті 1986 року також, в цілому підтримало цю точку зору. Значна частина публікацій у ЗМІ, зокрема і недавніх, спирається саме на цю версію. На неї ж посилаються різні художні й документальні твори.
Грубі порушення правил експлуатації АЕС, скоєні персоналом ЧАЕС, за цією версією, полягали в наступному:
- проведення експерименту за будь-яку ціну, попри зміну стану реактора;
- вивід з роботи справного технологічного захисту, який просто зупинив би реактор ще до того як він потрапив би в небезпечний режим;
- замовчання масштабу аварії в перші дні керівництвом ЧАЕС.

Проте, в подальші роки пояснення причин аварії були переглянуті, зокрема і в МАГАТЕ. Консультативний комітет з питань ядерної безпеки (INSAG) 1993 року оприлюднив новий звіт, що приділяв більшу увагу серйозним проблемам в будові реактора. У цьому звіті, багато висновків зроблених 1986 року, визнано помилковими.
У сучасному викладі (2000-і роки), причини аварії такі:
- реактор був неправильно спроєктований і небезпечний;
- персонал не був проінформований про небезпеки;
- робітники АЕС припустилися низки помилок і ненавмисно порушили затверджені настанови, частково через відсутність знань про небезпеки реактора;
- вимкнення захисту або не вплинуло на розвиток аварії, або не суперечило нормативним документам.

### Недосконалий реактор
Реактор РВПК-1000 мав низку конструктивних вад, які, на думку фахівців МАГАТЕ, стали головною причиною аварії. Вважається також, що через неправильну підготовку до експерименту з «вибігу» генератора і помилки операторів, виникли умови, за яких ці вади проявилися на найбільшому рівні. Наголошується, зокрема, що програма не була належним чином погоджена і в ній не відводилося достатньої уваги питанням ядерної безпеки. Після аварії було вжито заходів для усунення цих недоліків в даних реакторах на інших АЕС.

### Проєктні помилки

#### Позитивний паровий коефіцієнт реактивності
Під час роботи реактора крізь активну зону прокачується вода, яка використовується як теплоносій. Усередині реактора вона кипить, частково перетворюючись на пару. Реактор мав позитивний паровий коефіцієнт реактивності, тобто чим більше пари, тим більше потужність, що виділяється завдяки ядерним реакціям. На малій потужності, на якій працював енергоблок під час досліду, дія позитивного парового коефіцієнта не врівноважувалася іншими явищами, що впливають на реактивність, і реактор мав позитивний потужнісний коефіцієнт реактивності. Це означає, що існував додатний зворотний зв'язок — зростання потужності викликало такі процеси в активній зоні, які призводили до ще більшого зростання потужності. Це робило реактор нестабільним і небезпечним. Водночас, оператори не були попереджені про те, що на низьких потужностях може виникнути позитивний зворотний зв'язок.

#### Кінцевий ефект
Ще небезпечнішою була помилка в конструкції керувальних стрижнів. Для керування потужністю ядерної реакції в активну зону вводяться стрижні, що містять речовину, котра поглинає нейтрони. Коли стрижень виведений з активної зони, в каналі залишається вода, яка теж поглинає нейтрони. Для того, щоб усунути негативний вплив цієї води, в РБМК під стрижнями були розташовані витискувачі з графіту. Але при повністю піднятому стрижні, під витискувачем залишався стовп води заввишки 1,5 метра. (Скорочений на 1,5 метра витискувач, використовувався з економічних причин — він робив можливим зменшити висоту підреакторного приміщення).
Під час руху стрижня з верхнього положення, у верхню частину активної зони входить поглинач нейтронів і вносить негативну реактивність, а в нижній частині каналу графітовий витискувач заміщає воду і вносить позитивну реактивність. У мить аварії нейтронне поле мало провал всередині активної зони і два максимуми — у верхній і нижній її частинах. За такого розподілу поля, сумарна реактивність, що вноситься стрижнями, протягом перших трьох секунд руху була позитивною. Це так званий кінцевий ефект, унаслідок якого спрацьовування аварійного захисту в перші секунди збільшувало потужність, замість того щоб одразу зупинити реактор.

### Помилки операторів
Спочатку стверджувалося, що оператори зробили багато помилок. Зокрема, провиною персоналу вважалося вимкнення основних систем захисту реактора, продовження роботи після спаду потужності до 30 МВт і те, що реактор не зупинили, хоча знали, що оперативний запас реактивності менший дозволеного. Стверджувалося, що ці дії були порушенням встановлених інструкцій та процедур і стали головною причиною аварії.
У доповіді МАГАТЕ 1993 року ці висновки були переглянуті. Було визнано, що більшість дій операторів, які раніше вважалися порушеннями, насправді відповідали схваленим на той час правилам, або не спричинили жодного впливу на розвиток аварії. Зокрема:
- тривала робота реактора на потужності нижче 750 МВт не була заборонена, як це раніше стверджувалося;
- одночасна робота всіх вісьмох насосів не була заборонена жодним документом;
- вимкнення системи аварійного охолодження реактора (САОР) допускалося, за умови проведення необхідних узгоджень. Система була заблокована відповідно до затвердженої програми випробувань, і потрібний дозвіл від головного інженера станції був отриманий. Це не вплинуло на розвиток аварії — до тої миті, коли САОР могла б спрацювати, активна зона вже була зруйнована;
- блокування захисту, що зупиняє реактор у разі зупинки двох турбогенераторів, не лише допускалося, але й було обов'язковим під час роботи на низькій потужності;
- те, що не був увімкнений захист при низькому рівні води в баках-сепараторах, технічно, було порушенням регламенту. Проте це порушення не пов'язане безпосередньо з причинами аварії і, крім того, інший захист (за нижчим рівнем) був увімкнений.

Тепер при вивченні дій персоналу основна увага приділяється не певним порушенням, а низькій «культурі безпеки». Слід зазначити, що саме таке визначення, фахівці з ядерної безпеки почали використовувати лише після Чорнобильської аварії. Звинувачення стосується не лише операторів, але і проєктувальників реактора, керівництва АЕС тощо. Експерти вказують на такі приклади недостатньої уваги до питань безпеки:
- після вимкнення системи аварійного охолоджування реактора (САОР) 25 квітня від диспетчера «Київенерго» надійшла вказівка відкласти зупинку енергоблоку, і реактор декілька годин працював з вимкненою САОР. Персонал не мав можливості знов увімкнути САОР (для цього потрібно було вручну відкрити декілька клапанів, а це потребувало б кілька годин[22]), проте з точки зору безпеки, реактор слід було зупинити, попри вимогу «Київенерго».
- 25 квітня протягом декількох годин оперативний запас реактивності (ОЗР), за вимірами, був менший дозволеного (у цих вимірах, можливо, була помилка, про яку персонал знав; реальне значення було в дозволених межах[23]) 26 квітня, безпосередньо перед аварією, ОЗР також на короткий час був меншим дозволеного. Останнє стало однією з головних причин аварії. Експерти МАГАТЕ відзначають, що оператори реактора не знали про важливість цього параметра. До аварії вважалося, що обмеження, встановлені в регламенті експлуатації, пов'язані з необхідністю підтримки рівномірного енерговиділення у всій активній зоні. Хоча розробникам реактора було відомо (з аналізу даних, отриманих на Ігналінській АЕС), що при малому запасі реактивності, спрацьовування захисту може призводити до зростання потужності, відповідні зміни так і не були внесені до інструкцій. Водночас, не було засобів для оперативного контролю цього параметра. Значення, що порушують регламент, були набуті з розрахунків, зроблених вже після аварії на підставі параметрів, записаних реєструвальною апаратурою;
- після спаду потужності персонал відхилився від ухваленої програми і на свій розсуд вирішив не піднімати потужність до наказаних 700 МВт. За словами А. С. Дятлова[23] це було зроблено за пропозицією начальника зміни блоку Акімова. Дятлов, як керівник випробувань, погодився з пропозицією, оскільки в регламенті, що діяв на той час, не було заборони на роботу на такій потужності, а для випробувань велика потужність була не потрібна. Експерти МАГАТЕ вважають, що будь-яке відхилення від заздалегідь складеної програми випробувань, навіть в межах регламенту, неприпустиме.

Попри те, що в новій доповіді наголоси були зміщені і основними причинами аварії названі вади реактора, експерти МАГАТЕ вважають, що недостатня навченість персоналу, неповні знання про особливості реактора, які впливають на безпеку, і необачні дії також були важливими чинниками, котрі призвели до аварії.

### Роль оперативного запасу реактивності

Глибини занурення керувальних стрижнів (в см) о 1:22

Для підтримки постійної потужності реактора (тобто нульової реактивності) при малому оперативному запасі реактивності необхідно майже повністю витягати з активної зони керувальні стрижні. Така конфігурація (з витягнутими стрижнями) на реакторах РБМК була небезпечна з кількох причин:
- важкого забезпечення однорідності енерговиділення в активній зоні;
- збільшувався паровий коефіцієнт реактивності;
- створювалися умови для збільшення потужності в перші секунди після спрацьовування аварійного захисту, завдяки кінцевому ефекту стрижнів.

Персонал станції, мабуть, знав лише про першу з них; ні про небезпечне збільшення парового коефіцієнта, ні про кінцевий ефект в документах, що діяли тоді, нічого не вказувалося. Слід зазначити, що немає прямого зв'язку між проявом кінцевого ефекту і оперативним запасом реактивності. Загроза цього ефекту виникає, коли велика кількість керувальних стрижнів перебуває в крайніх верхніх положеннях. Це можливо лише коли ОЗР малий, проте, при одному і тому ж ОЗР можна розташувати стрижні по-різному — отже різна кількість стрижнів опиниться в небезпечному положенні. У регламенті були відсутні обмеження на максимальне число повністю витягнутих стрижнів.
Отож, персоналу не було відомо про дійсні небезпеки, пов'язані з роботою при низькому запасі реактивності. Крім того, проєктом не були передбачені відповідні засоби для вимірювання ОЗР. Попри величезну важливість цього параметра, на пульті не було індикатора, який би безперервно його показував. Зазвичай оператор отримував останнє значення лише у вигляді роздруківки, яку йому приносили двічі на годину; була, також, можливість дати завдання ЕОМ на розрахунок поточного значення, але він тривав декілька хвилин.
Перед аварією велика кількість керувальних стрижнів, опинилася у верхніх положеннях, а ОЗР був менше дозволеного регламентом значення. Оператори не знали поточного значення ОЗР і, відповідно, не знали, що порушують регламент. Проте, експерти МАГАТЕ вважають, що оператори діяли необачно і поставили стрижні в таке положення, яке було б небезпечним, навіть якби не було кінцевого наслідку.

### Альтернативні версії
В різний час висувалися різні припущення для пояснення причин чорнобильської аварії. Фахівці пропонували різні гіпотези про те, що призвело до стрибка потужності. Серед причин називалися: так званий «зрив» циркуляційних насосів (порушення їх роботи через кавітацію), викликаний перевищенням допустимої витрати води, розрив трубопроводів великого перерізу та інші. Розглядалися також різні сценарії того, як саме розвивалися процеси, що призвели до руйнування реактора після стрибка потужності, і що відбувалося з паливом після цього. Деякі з версій були спростовані подальшими дослідженнями, інші залишаються актуальними досі. Хоча серед фахівців існує консенсус з питання про головні причини аварії, деякі деталі до нашого часу залишаються неясними. Були також версії, причинами вибуху в яких є локальний землетрус, диверсія тощо.

## Наслідки аварії

### Безпосередні наслідки
З двох наявних приладів для вимірювання радіації на 1000 рентген на годину, один вийшов з ладу, а інший був недоступний через завали. Тому в перші години аварії ніхто точно не знав наявних рівнів радіації в приміщеннях блоку і довкола нього. Неясним був і стан реактора.
У перші години після аварії багато хто, мабуть, не усвідомлював, наскільки сильно зруйнований реактор, тому було ухвалене помилкове рішення забезпечити подачу води в активну зону реактора для її охолодження. Ці зусилля були даремними, оскільки і трубопроводи і сама активна зона були зруйновані, але вони вимагали ведення робіт у зонах з високою радіацією, які персонал виконував без захисного одягу. Інші дії працівників станції, такі як гасіння локальних пожеж в приміщеннях станції, заходи, направлені на запобігання можливого вибуху водню, та інше, навпаки, були необхідними. Можливо, вони запобігли ще серйознішим наслідкам.
Проти ночі на 26 квітня 1986 року, на майданчику перебувало близько 400 робітників Чорнобильської електростанції. Внаслідок аварії вони постраждали від поєднаної дії випромінювання з кількох джерел: (1) зовнішнього гамма/бета-випромінювання від радіоактивної хмари, уламків пошкодженої активної зони реактора розкиданих по майданчику, радіоактивних часток осілих на шкірі та (2) вдихання радіоактивних часток (UN88).
Майже одразу до місця аварії, прибули пожежники. Першими до ЧАЕС приїхала бригада під командуванням лейтенанта Володимира Правика, який помер 11 травня від гострої променевої хвороби, отриманої перш за все внаслідок попадання радіоактивних речовин в дихальні шляхи, бо пожежники тоді працювали без ізолювальних протигазів. Їх не попередили про небезпеку радіоактивного диму і уламків, вони не знали, що ця аварія є чимось більшим, ніж звичайна пожежа. Ми не знали, що це реактор. Ніхто не сказав нам.
Григорій Хмель, водій однієї з пожежних машин пізніше описав те, що трапилося:
|  | Ми прибули туди близько 01:45… Ми бачили розкиданий графіт. Михайло спитав: Що таке графіт? Я вдарив ногою шматок графіту. Але один з пожежників на іншій вантажівці підняв його. Воно гаряче, говорив він. Шматки графіту були різних розмірів, деякі великі, деякі достатньо малі, щоб їх можна було підняти… Ми не знали багато про радіацію. Навіть ті, хто працював тут, не мали жодних ідей. Не було води у вантажівках. Михайло заповнив цистерну і ми націлили струмінь води на вершину. Потім ті хлопчики, які померли, пішли аж до даху – Коля Ващук, Володя Правік та інші… Вони піднялися вгору сходами… і я вже їх ніколи не побачив знову. |

Першочерговим завданням було гасіння вогню на даху станції і території довкола будівлі, що містила енергоблок № 4 для того, щоби захистити енергоблок № 3 і тримати його основні охолоджувальні системи в робочому стані.
Вогонь гасили до 5 години ранку. У середині четвертого блоку його вдалося загасити лише до 10 травня 1986 року, коли більша частина графіту згоріла.
Також були і віддалені наслідки радіації, наприклад, як ракові захворювання та мутації ДНК у дітей.
Можливо, через аварію на ЧАЕС в січні 1987 року в Республіці Білорусь було зареєстровано надзвичайно велику кількість випадків синдрому Дауна, проте подальшої тенденції до збільшення захворюваності не спостерігалося.

### Поширення радіації
Після аварії утворилася радіоактивна хмара, яка накрила не лише сучасну Україну, Білорусь та Росію, які розташовані поблизу ЧАЕС, але й Східну Фракію, Югославію, Болгарію, Грецію, Румунію, Литовську РСР, Естонську РСР, Латвійську РСР, Фінляндію, Данію, Норвегію, Швецію, Австрію, Угорщину, Чехословаччину, Нідерланди, Бельгію, Польщу, Швейцарію, Німеччину, Італію, Ірландію, Францію (разом з Корсикою), Британію та острів Мен.
Інформація про радіацію прийшла не з СРСР, як мало б бути, а з Форсмаркської АЕС (1100 км від місця аварії) в Швеції, коли на одязі співробітників 27 квітня було знайдено радіоактивні частинки. Після пошуків витоку радіації на самій АЕС, стало зрозуміло, що в західній частині СРСР існує серйозна ядерна проблема. Підвищення рівня радіації також було засвідчено у Фінляндії, але страйк державної цивільної служби затримав відповідь і публікацію.
Забруднення території після аварії на ЧАЕС залежало від погодних умов. Повідомлення радянських і західних учених вказують на те, що Білорусь отримала близько 60 % радіоактивного забруднення від загальної кількості на СРСР. Проте згідно з даними (англ. The Other Report on Chernobyl (TORCH report)), які були оприлюднені 2006 року, половина летких часток приземлилася за межами України, Білорусі і Росії
| Країна    | 37–185 kBq/m2 | 37–185 kBq/m2 | 185–555 kBq/m2 | 185–555 kBq/m2 | 555–1480 kBq/m2 | 555–1480 kBq/m2 | >1480 kBq/m2 | >1480 kBq/m2 |
| Країна    | km2           | % країни      | km2            | % країни       | km2             | % країни        | km2          | % країни     |
| --------- | ------------- | ------------- | -------------- | -------------- | --------------- | --------------- | ------------ | ------------ |
| Білорусь  | 29,900        | 14.4          | 10,200         | 4.9            | 4200            | 2.0             | 2200         | 1.1          |
| Україна   | 37,200        | 6.2           | 3200           | 0,53           | 900             | 0,15            | 600          | 0,1          |
| Росія     | 49,800        | 0,29          | 5,700          | 0,03           | 2,100           | 0,01            | 300          | 0,002        |
| Швеція    | 12 000        | 2.7           | -              | -              | -               | -               | -            | -            |
| Фінляндія | 11 500        | 3.4           | -              | -              | -               | -               | -            | -            |
| Австрія   | 8,600         | 10.3          | -              | -              | -               | -               | -            | -            |
| Норвегія  | 5,200         | 1.3           | -              | -              | -               | -               | -            | -            |
| Болгарія  | 4800          | 4.3           | -              | -              | -               | -               | -            | -            |
| Швейцарія | 1,300         | 3.1           | -              | -              | -               | -               | -            | -            |
| Греція    | 1200          | 0,91          | -              | -              | -               | -               | -            | -            |
| Словенія  | 300           | 1.5           | -              | -              | -               | -               | -            | -            |
| Італія    | 300           | 0,1           | -              | -              | -               | -               | -            | -            |
| Молдова   | 60            | 0,2           | -              | -              | -               | -               | -            | -            |
| Разом     | 162,160 km2   | 162,160 km2   | 19,100 km-2    | 19,100 km-2    | 7,200 km2       | 7,200 km2       | 3,100 km2    | 3,100 km2    |

## Евакуація населення

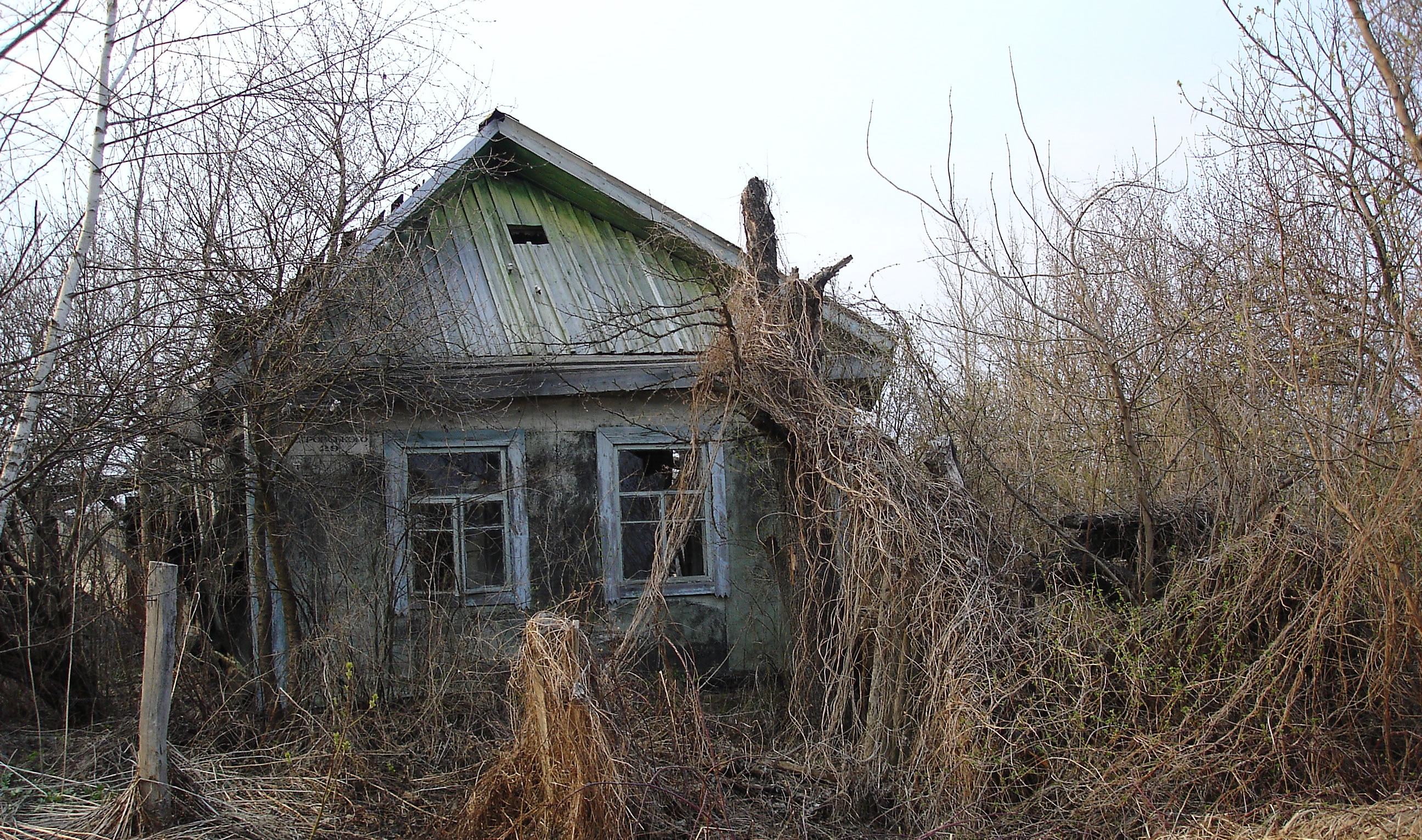
Покинутий будинок в 30-кілометровій зоні.

Група ліквідаторів у захисних костюмах.

Графік Інституту ядерних досліджень АН УРСР з виміру радіації станом на 1 травня 1986 року в Києві.

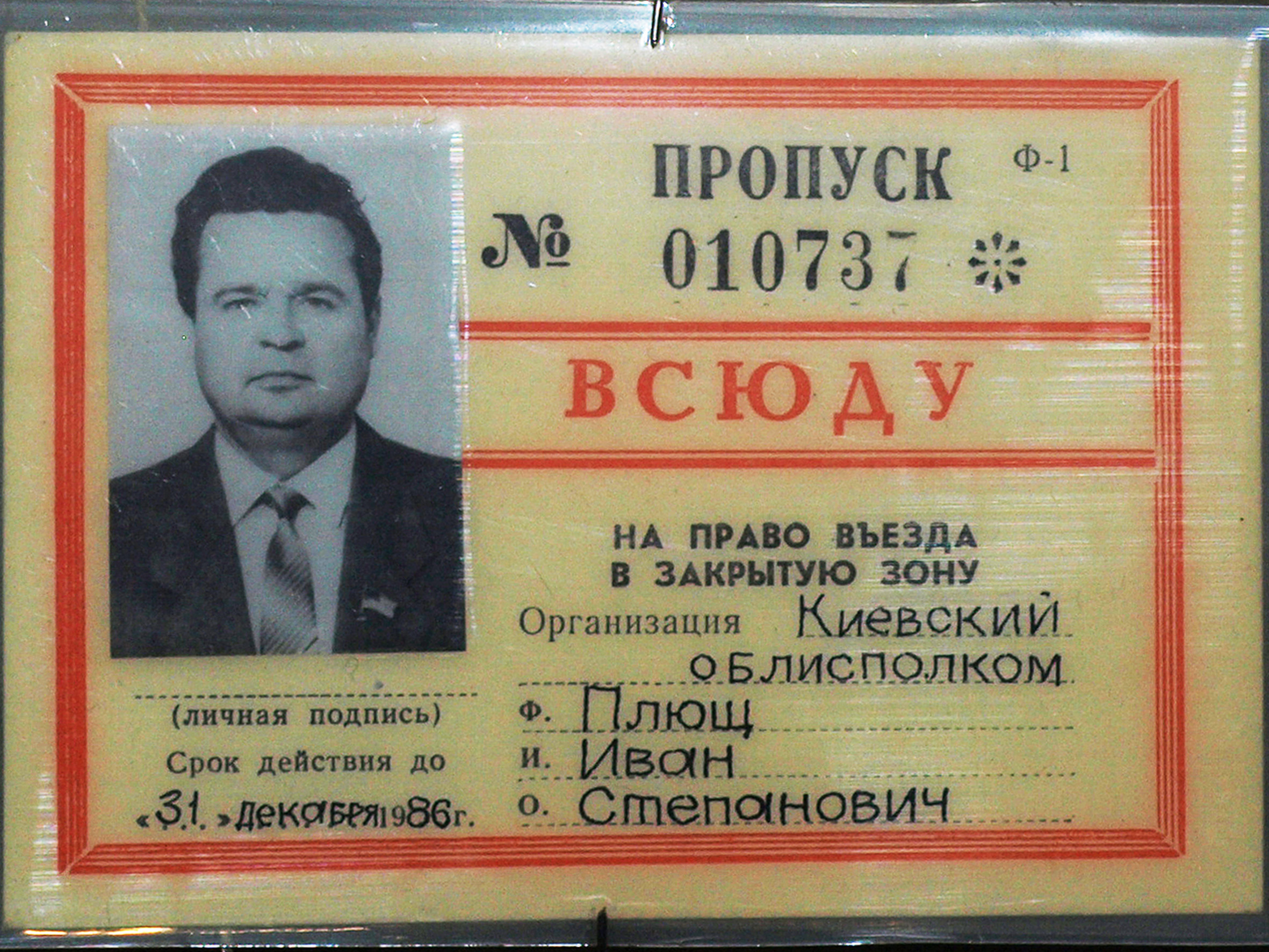
Перепустка в Чорнобильську зону Івана Плюща, начальника Цивільної оборони Київської області

Після оцінки масштабів радіоактивного забруднення стало зрозуміло, що потрібна евакуація міста Прип'ять. Її запланували на 26 квітня, але затримали за рішенням уряду СРСР та ЦК КПРС і почали лише 27 квітня 1986 року о 14:00. Це стало явною помилкою, оскільки цього дня вітер дув у напрямку міста, яке розкинулося за 4 кілометри від ЧАЕС. Сосновий бір між містом і ЧАЕС під дією радіації перетворився на Рудий ліс. Сосна гине при дозі 10 Гр, 50 % летальність в людини наступає при дозі 4 Гр. Для зменшення обсяг багажу жителям сказали, що евакуація тимчасова (близько трьох днів). Внаслідок цього в 30 кілометровій зоні і досі є особисті речі місцевих мешканців. Станом на 28 квітня евакуацію Прип'яті було майже цілком завершено. Евакуйовано більше 44,5 тисяч осіб в Іванківський та Поліський райони, близько 1000 виїхало до родичів та знайомих в інші області. У місті залишилося близько 5000 осіб для проведення невідкладних робіт. Рівень радіації коливався від 30 до 2600 мкР/сек.
Попри це, ні 26, ні 27 квітня населення не попередили про небезпеку і не надали жодних порад про те, як слід поводитися, щоби зменшити вплив радіоактивного опромінення. Перше офіційне повідомлення було зроблено на телебаченні лише 28 квітня під тиском обставин та міжнародної спільноти (в зв'язку з повідомленнями зі Швеції), але і воно містило дуже мало інформації про те, що сталося, і створювалося враження, що будь-яку загрозу локалізовано, хоча це було не так.

| На Чорнобильській атомній станції сталася аварія, пошкоджено один з атомних реакторів. Здійснюються заходи з ліквідації наслідків аварії. Постраждалим надається допомога. Створена урядова комісія.[37][38] |
В той час, коли всі іноземні засоби масової інформації повідомляли про загрозу для життя людей, а на екранах телевізорів показувалася карта повітряних потоків в Центральній і Східній Європі, в Києві і інших містах України та Білорусі проводилися демонстрації і народні гуляння, присвячені Дневі міжнародної солідарності трудящих. Особи, відповідальні за приховування інформації, пояснювали згодом своє рішення потребою запобігти паніці серед населення. Хоча рівень радіації, наприклад в Києві, згідно з даними розсекречених документів СБУ, перевищував фоновий у десятки чи сотні разів. У перші дні травня вітер віяв у напрямку Києва. 1 травня об 11:00 рентгенометр АН УРСР засвідчив значення близько 2500 мкР/год, коли саме в цей час на Хрещатику провели «Чорнобильську» демонстрацію. Протягом дня значення змінювалися від 400 до 2500 мкР/год за середнього фонового значення в місті — 15 мкР/год.
Станом на 3 травня було евакуйовано населення 10-кілометрової зони. До 6 травня вивезено населення інших населених пунктів 30-кілометрової зони. Шляхи руху евакуаційних колон намагалися зробити якомога безпечнішими, але вони були не завжди прийнятні. Мешканці Прип'яті під час евакуації отримали дози 11-19 мЗв, це близько 52±19 % від загального їхнього опромінення. Евакуація Прип'яті проводилася в Поліський район згідно з планом цивільної оборони, натомість якби маршрут пролягав в напрямку села Біла Сорока, що в Білорусі, то внесок в загальну дозу від евакуації становив би лише 6 %.
У перші хвилини та години аварії вважалося, що лиха вдасться уникнути і все закінчиться тільки пожежею. І, хоч партійні та державні органи були повідомлені одразу ж, термінових заходів вони не вжили. Свідчить Людмила Харитонова, інженер ЧАЕС: «У суботу, 26 квітня вже готувалися до свята Першотравня. Весна. Квітнуть сади. Я зранку попрала і розвісила на балконі білизну. Діти пішли до школи, малюки грали на вулиці в пісочниці, каталися на велосипедах…. Після обіду почали мити місто. Діти повернулися зі школи. Там їх попередили, щоб не виходили на вулицю, а вдома робили вологе прибирання. Тоді до свідомості дійшло, що це серйозно».
Уже в першій половині дня 26 квітня було створено урядову комісію з розслідування причин аварії на чолі із заступником Голови Ради Міністрів СРСР Б. Щербиною. Окрім з'ясування причин вибуху, комісія мала визначити обсяги катастрофи, виробити та впровадити заходи щодо її обмеження та усунення її наслідків, охорони здоров'я і надання всебічної допомоги населенню. Висновки, оцінки науковців та фахівців свідчили про надзвичайний характер аварії та серйозні медичні й екологічні її наслідки.
Із записок академіка В. Легасова: «Коли ми під'їжджали до станції, вразило небо. Вже за 8—10 км до неї виднілась малинова заграва. До приїзду урядової комісії 26 квітня о 8 годині вечора, усвідомленого плану не було. Все це довелося робити комісії. Фізики передчували, що динаміка подій погіршуватиметься, і наполягали на обов'язковому відселенні людей. Медики підтримали фізиків і о годині 10-й вечора Борис Щербина, повіривши нашим прогнозам, ухвалив рішення про евакуацію. Вона мала відбутися наступного дня. Об 11-й годині ранку оголошено офіційно, що все місто підлягає евакуації. До 14-ї години повністю зібраний весь необхідний транспорт, визначені маршрути прямування. Евакуація проходила швидко і точно, але були деякі помилки. Наприклад, велика група громадян звернулися з проханням евакуюватись на власних автомобілях. Такий дозвіл був даний, хоча всі автомобілі були забруднені, а дозиметричні пости, які визначали рівень радіації, були організовані трохи пізніше.»
О 20:00 26 квітня урядова комісія схвалила пропозиції щодо евакуації населення з Прип'яті та строки її проведення. Місто розділили на 5 секторів. У кожному були призначені старші за евакуацію населення. У ніч з 26 на 27 квітня в район аварії направлено багато автобусів і вантажних автомобілів з Києва та області.
О 13:10 по місцевому радіо передали повідомлення про евакуацію. До цього працівники штабу почали поквартирний обхід пояснюючи населенню ситуацію та порядок евакуації. Було рекомендовано зачинити вікна, балкони, вимкнути електроприлади, перекрити воду та газ і взяти з собою особисті речі, цінності та документи. О 13.50 жителі були зосереджені біля під'їздів будинків, а з 14 години почали прибувати автобуси. Почалася евакуація. Зі спогадів Галини Помінчук:

| «Суворо перевірялися списки пасажирів. Мені доручили евакуювати учнів СПТу №8. Ми їх вивозили до станції Янів, але там довго не було потяга, а діти не хотіли чекати в приміщенні вокзалу - стояла нестерпна спека. І ті дві години, негативно вплинули на їх здоров’я.» |
Зі спогадів Людмили Харитонової:

| «Трагічним було прощання з домашніми тваринами: котами, собаками. Кицьки, витягнувши хвости, заглядали в очі людям, нявчали, собаки вили, прориваючись до автобусів. Але брати тварин категорично заборонялося. В них була дуже радіоактивна шерсть.» |
Близько 16:30 евакуація населення з міста була завершена.

### Ліквідація наслідків аварії

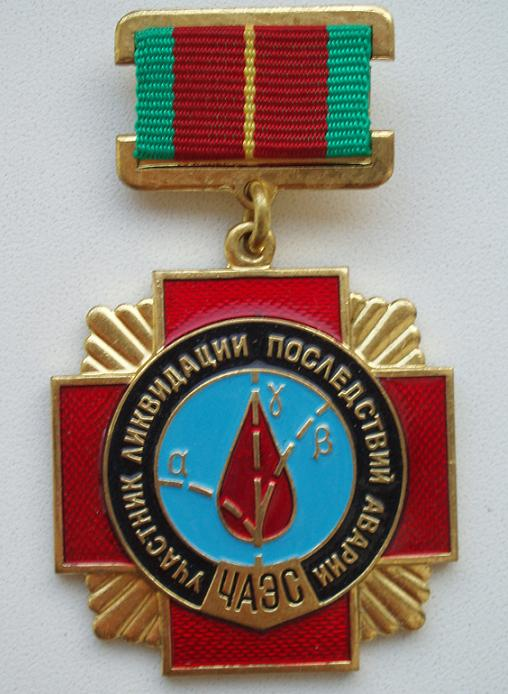
Значок ліквідатора

Встановлення знаку Заборонена зона

Як зазначено вище, для усунення наслідків аварії створено урядову комісію, головою якої було призначено заступника голови Ради міністрів СРСР Бориса Євдокимовича Щербину. Для узгодження робіт також створені республіканські комісії в Білоруській, Українській РСР і в РРФСР, різні відомчі комісії і штаби. До 30-кілометрової зони навколо ЧАЕС почали прибувати фахівці, які відправлялися для проведення робіт на аварійному блоці і навколо нього, а також військові частини, як регулярні, так і складені з терміново зібраних резервістів. Їх всіх згодом стали називати «ліквідаторами» (слід зазначити, що певна частина, досить велика, військових-призовників не змогла отримати цей статус через «втрату» документів про місце служби). Ліквідатори працювали в небезпечній зоні позмінно: ті, хто набрав найбільш допустиму дозу радіації, виїжджали, а на їх місце приїжджали інші. Основна частина робіт виконана в 1986—1987 роках, в них взяли участь приблизно 240 000 осіб. Загальна кількість ліквідаторів за всі роки приблизно 600 000 осіб.
У перші дні основні зусилля спрямували на зниження радіоактивних викидів зі зруйнованого реактора і запобігання ще серйознішим наслідкам. Наприклад, існували побоювання, що через залишкове тепловиділення в паливі, що залишається в реакторі, станеться розплавлення активної зони. Розплавлена речовина могла би проникнути в затоплене приміщення під реактором і викликати ще один вибух з великим викидом радіоактивності. Воду з цих приміщень відкачали. Також були вжиті заходи для того, щоб запобігти проникненню розплавленої речовини в ґрунт під реактором.
Потім почалися роботи з очищення території й прикриття зруйнованого реактора. Довкола 4-го блоку був побудований бетонний «саркофаг» (об'єкт «Укриття»). Оскільки було вирішено запустити 1-й, 2-й і 3-й блок станції, радіоактивні уламки, розкидані територією АЕС і на даху машинного залу були прибрані всередину саркофага або забетоновані. У приміщеннях перших трьох енергоблоків проводилася дезактивація. Будівництво саркофага завершили наприкінці листопада 1986 року.
1998 року, робочою групою експертів з ядерної безпеки країн G7 та України, було запущено новий проект, SIP (План забезпечення укриття), розрахований на 8 років. Цей проект фінансувався ЄБРР, а його вартість оцінювалася в 760 мільйонів доларів, 50 мільйонів з яких буде сплачено українським урядом.

### Забруднення довкілля

Карта радіоактивного забруднення ізотопом цезію-137 на 1996 рік:
Закриті зони (більше 40 Кі/км²)
Зони постійного контролю 15—40 Кі/км²
Зони періодичного контролю 5—15 Кі/км²
Неназвані зони 1—15 Кі/км²

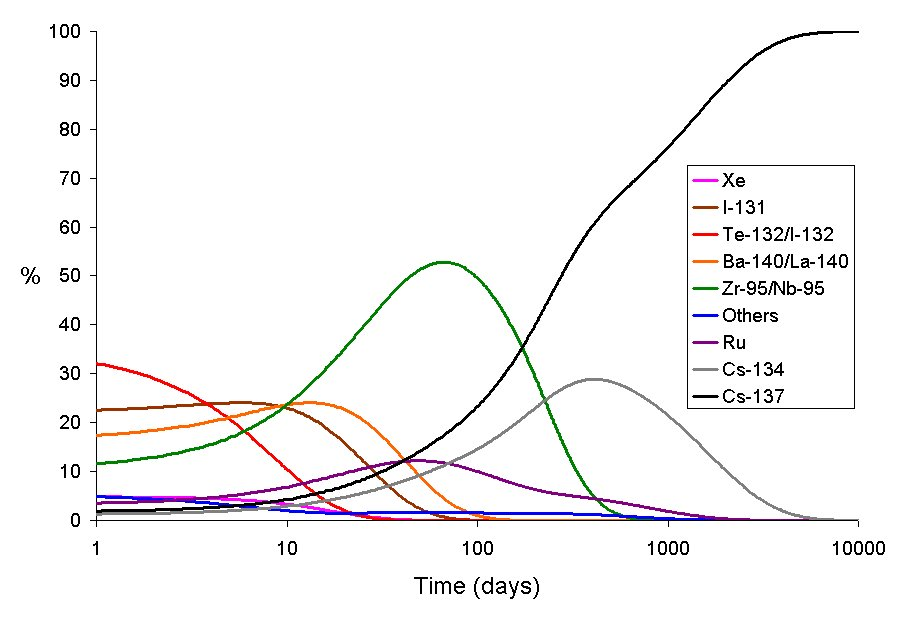
Процентне співвідношення забруднення, що створюється різними ізотопами через деякий час після аварії

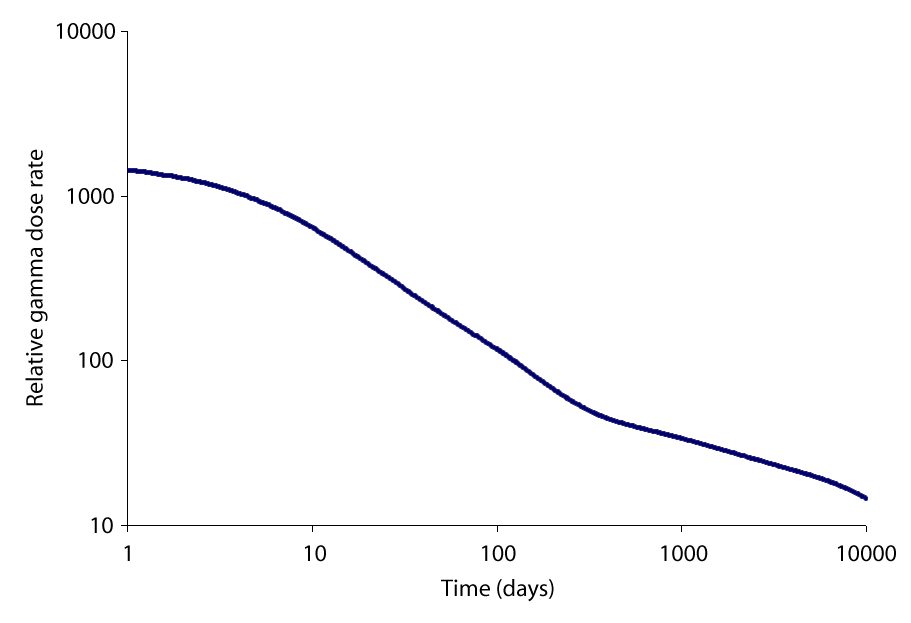
Інтенсивність зовнішнього гама-випромінювання поблизу ЧАЕС

Внаслідок аварії з сільськогосподарського користування виведено близько 5 млн га земель, довкола АЕС створено 30-кілометрову зону відчуження, знищені і поховані (закопані важкою технікою) сотні дрібних населених пунктів.
Перед аварією в реакторі четвертого блоку перебувало 180—190 тонн ядерного палива (діоксиду урану). За оцінками, які в наш час (2000-і) вважаються найбільш імовірними, в навколишнє середовище було викинуто від 5 до 30 % від цієї кількості. Деякі дослідники ставлять під сумнів ці дані, посилаючись на наявні фотографії і спостереження очевидців, які доводять, що реактор був майже порожній. Слід, проте, враховувати, що об'єм 180 тонн діоксиду урану становить лише незначну частину від об'єму реактора. Реактор здебільшого був заповнений графітом; вважається, що він згорів в перші дні після аварії. Крім того, частина вмісту реактора розплавилася і перемістилася через розломи внизу корпусу реактора за його межі.
Окрім палива, в активній зоні у мить аварії містилися продукти поділу і трансуранові елементи — різні радіоактивні ізотопи, що накопичилися під час роботи реактора. Саме вони становлять найбільшу радіаційну небезпеку. Велика їх частина залишилася усередині реактора, але найбільш леткі речовини були викинуті назовні, зокрема:
- всі інертні гази, що містилися в реакторі;
- приблизно 55 % йоду у вигляді суміші пари і твердих часток, а також у складі органічних сполук;
- цезій і телур у вигляді аерозолів.

Сукупна активність речовин, викинутих в навколишнє середовище, склала, за різними оцінками, до 14*1018Бк (14 ЕБк), зокрема:
- 1,8 ЕБк йоду-131
- 0,085 ЕБк цезію-137
- 0,01 ЕБк стронцію-90
- 0,003 ЕБк ізотопів плутонію;
- частка інертних газів близько половини від загальної активності.

Забрудненню піддалося понад 200 000 км², приблизно 70 % — на території Білорусі, Російської Федерації й України. Радіоактивні речовини поширювалися у вигляді аерозолів, які поступово осідали на поверхню землі.
Інертні гази розсіялися в атмосфері і не вносили вкладу до забруднення прилеглих до станції регіонів. Забруднення було дуже нерівномірним, воно залежало від напряму вітру в перші дні після аварії. Найдужче постраждали області, в яких в цей час пройшов дощ. Велика частина стронцію і плутонію випала в межах 100 кілометрів від станції, оскільки вони містилися переважно в більших частках. Йод і цезій розповсюдилися на ширшу територію.
З точки зору дії на населення в перші тижні після аварії, найбільшу небезпеку становив радіоактивний йод, що має порівняно невеликий період напіврозпаду (вісім днів) і телур. Найбільшу небезпеку також становили ізотопи стронцію і цезію з періодом напіврозпаду близько 30 років. Найбільші скупчення цезію-137 було виявлено в поверхневому шарі ґрунту, звідки він потрапляв в рослини і гриби. Зараженню також піддавалися комахи і тварини, які ними харчувалися. Радіоактивні ізотопи плутонію і америцію збережуться в ґрунті протягом сотень, а можливо і тисяч років, проте їх кількість не становить загрози.
У містах основна частина небезпечних речовин накопичувалася на рівних ділянках поверхні: на лугах, дорогах, дахах. Під впливом вітру і дощів, а також завдяки діяльності людей, ступінь забруднення дуже знизився і згодом рівні радіації в більшості місць повернулися до фонових значень. У сільськогосподарських районах в перші місяці радіоактивні речовини осідали на листі рослин і на траві, тому зараженню піддавалися травоїдні тварини. Потім радіонукліди разом з дощем або опалим листям потрапили в ґрунт, і згодом вони потрапляли в сільськогосподарські рослини, здебільшого, через коріння. Рівні забруднення в сільськогосподарських районах з часом значно знизилися, проте в деяких регіонах кількість цезію в молоці, ще може перевищувати допустимі значення. Це могло стосуватися, наприклад, Гомельської і Могильовської областей в Білорусі, Брянської області в Росії, Житомирської і Рівненської областей в Україні, але вже 2023 року рівненські витримані тверді сири, почали продаватися в Данії.

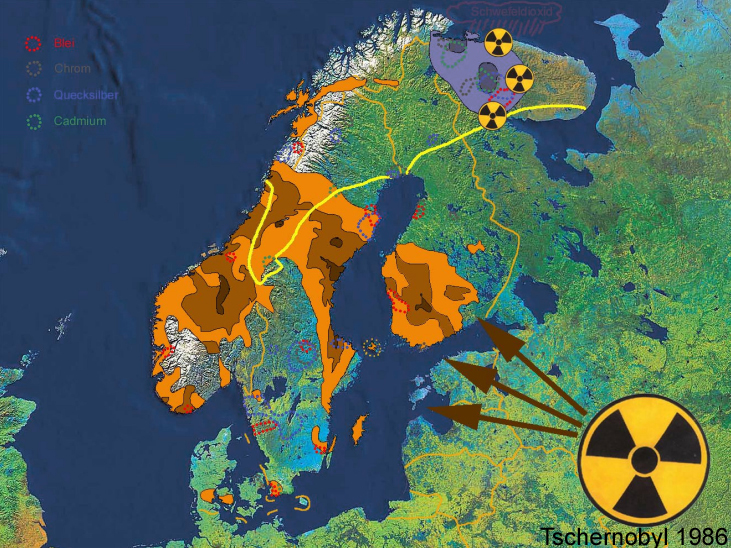
Забруднення у Скандинавії

Значному забрудненню піддалися ліси. Через те, що в лісовій екосистемі цезій постійно циркулює, а не виводиться з неї, рівні забруднення лісових продуктів, як-от гриби, ягоди і дичина, залишаються небезпечними. Рівень забруднення річок і більшості озер в наш час[коли?] низький. Проте в деяких озерах, в яких немає стоку, концентрація цезію у воді і рибі ще протягом десятиліть може становити небезпеку.
Забруднення не обмежилося 30-кілометровою зоною. Було відзначено підвищений вміст цезію-137 в лишайнику і м'ясі оленів в арктичних областях Росії, Норвегії, Фінляндії і Швеції.

#### Чорнобильський біосферний заповідник
2016 року на території, що зазнала забруднення, створено найбільший в Україні радіаційно-екологічний заповідник. Згодом спостереження показали, що кількість мутацій у рослин і тварин хоч і зросла, але не набагато, і природа успішно справляється з їх наслідками. З іншого боку, зняття антропогенної дії (насамперед відсутність людини) добре позначилося на екосистемі заповідника і вплив цього чинника значно перевищив негативні наслідки радіації.
Отже, природа почала відновлюватися швидкими темпами, зросли популяції тварин, збільшилося різноманіття видів рослинності.
Водночас деякі науковці помічають випадки генетичного спотворення природи Чорнобиля.
З 2018 року у межах Угоди про наукове співробітництво між Національною корпорацією Університет Фукусіма (Японія) і Чорнобильським радіаційно-екологічним біосферним заповідником, проводяться роботи задля екологічного відновлення радіоактивно забруднених територій зони відчуження.
Станом на 2021 рік (за півтора роки до російської навали яка зачепила і чорнобильську зону), на теренах заповідника вільно співіснували близько 70 тварин, які занесені до Червоної книги України. Зокрема і вовк, лось та рись, ведмеді.

### Вплив аварії на здоров'я людей
Ґрінпіс і міжнародна організація «Лікарі проти ядерної війни» стверджують, що через аварію лише серед ліквідаторів, померли десятки тисяч осіб, в Європі засвідчено 10 000 випадків вроджених патологій у новонароджених, 10 000 випадків раку щитоподібної залози й очікується ще 50 тисяч. У Західній Німеччині та НДР, наприклад, ущелина губи та піднебіння у новонароджених, зустрічалася приблизно на 10 % частіше, ніж до аварії, а вже через тиждень після Чорнобиля німці, які повернулися з України, виявили підвищені хромосомні пошкодження. Дослідження-ж, проведене в Американському журналі акушерства та гінекології 1992 року, дійшло висновку, що після аварії на реакторі, не було помітного збільшення вроджених вад. "Після оцінки доступних епідеміологічних досліджень, Чорнобильський форум не бачить ані доказів, ані ознак зниження фертильності у чоловіків і жінок, кількості мертвонароджених, інших негативних наслідків пологів, ускладнень під час пологів і загального інтелекту та здоров'я дітей, які можуть бути безпосереднім наслідком від іонізуючої радіації. Зменшення народжуваності на забруднених територіях може бути спричинене побоюваннями населення та переселенням багатьох молодих людей. За даними організації Союз «Чорнобиль», з 600 000 ліквідаторів 10 % померло, а 165 000 отримали інвалідність.[джерело?]
Число постраждалих від Чорнобильської аварії можна визначити лише приблизно. Окрім загиблих працівників АЕС і пожежників, до них слід віднести хворих військовослужбовців і цивільних осіб, які брали участь у ліквідації наслідків аварії, і мешканців районів, що піддалися радіоактивному забрудненню. Визначення того, яка частина захворювань з'явилася внаслідок аварії — вельми складне завдання для медицини і статистики. Вважається, що більша частина смертельних випадків, пов'язаних з дією радіації, була або буде викликана онкологічними захворюваннями.
Чорнобильський форум — організація, що діє під егідою ООН, зокрема таких її організацій, як МАГАТЕ і ВООЗ — у 2005 році оприлюднила доповідь, в якій проаналізовано численні наукові дослідження впливу чинників, пов'язаних з аварією, на здоров'ї ліквідаторів і населення. Консенсусом досягнуто, що 30 людей загинуло одразу через променеву хворобу, до 60 людей з роками через пов'язаний з цим рак.
Висновки, що містяться в цій доповіді, а також у менш докладному огляді «Наслідки Чорнобиля», опублікованому цією ж організацією, значно відрізняються від наведених вище оцінок. Кількість можливих жертв дотепер і в найближчі десятиліття оцінюється до 4000 людей. До того ж, підкреслюється, що це лише оцінка за порядком величини, оскільки через малі дози опромінення, отримані більшістю населення, вплив від дії радіації дуже важко виділити на тлі випадкових коливань захворюваності і смертності від інших чинників, не пов'язаних безпосередньо з радіацією. Наприклад, збільшення смертності і скорочення тривалості життя в трьох країнах, що найбільш постраждали від аварії, а також зміна вікового складу населення в деяких дуже забруднених районах (частина молодого населення виїхала). Деякі контроверсійні оцінки, що використовують лінійно-квадратичну модель, наводять дані про 16 000 постраждалих в Європі та 60 000 у світі. Інший звіт від ВООЗ, передбачає 9000 смертей від раку, викликаного аварією.
Також наголошується, що підвищений рівень захворюваності серед людей, котрі не брали участь безпосередньо в ліквідації аварії, а переселених із зони відчуження в інші місця, не пов'язаний безпосередньо з опроміненням (у цих категоріях відзначається дещо підвищена захворюваність серцево-судинної системи, порушення обміну речовин, нервові хвороби і інші захворювання, які не викликаються опроміненням), а викликаний стресами, пов'язаними з самою подією переселення з рідних місць, втратою майна, соціальними негараздами, страхом перед радіацією.
2019 року, американська розвідка розсекретила Звіт про Чорнобильську катастрофу. За її даними в перші дні катастрофи в офіційних документах СРСР число загиблих внаслідок техногенної катастрофи було зменшено в 50 разів, а всі, хто був поруч з четвертим енергоблоком, або загинули відразу, або отримали смертельну для людини дозу радіації.
Враховуючи велику кількість людей, що живуть в областях, постраждалих від радіоактивних забруднень, навіть невелика різниця в оцінці ризику захворювання може призвести до великої різниці в оцінці очікуваної кількості хворих. Ґрінпіс і низка інших громадських організацій наполягають на потребі враховувати вплив аварії на здоров'я населення і в інших країнах. Ще нижчі дози опромінення ускладнюють здобуття статистично достовірних результатів і роблять такі оцінки неточними.

#### Дози опромінення
Рівень радіації в деяких місцях після аварії був близько 5.6 Р/сек, тобто 20 000 Р/год. Смертельною вважається доза, яка дорівнює 500 Рентген за 5 годин. Тобто, в деяких місцях незахищені працівники могли отримати смертельну дозу радіації за декілька хвилин.
На мить аварії на ЧАЕС було 2 дозиметри, кожен на 1000 Рентген. Але внаслідок аварії один був зруйнований, а інший після ввімкнення виявився не робочим. Всі інші дозиметри мали межу в 0.001 Р/сек. Тому працівники могли визначити максимальний рівень радіації в 3.6 Р/год, натомість справжні рівні радіації в окремих місцях перевищували даний в 5600 разів.
Найбільші дози отримали приблизно 1000 осіб, які перебували поряд з реактором під час вибуху і що брали участь в аварійних роботах в перші дні після нього. Точних даних про розмір доз немає з відомих причин, але в будь-якому випадку вони виявилися найбільшими серед усіх осіб, які брали участь в ліквідації або постраждали внаслідок аварії. Число ліквідаторів, які отримали дози більше лімітованих є незначною. Ліміт у 1986 році був 250 мЗв і в наступні роки на рівні 100 та 50 мЗв. Вимірювання отриманих доз для ліквідаторів виконували різні служби і достовірність отриманих даних є різною. Показовою є фальсифікація даних про опромінення серед військовослужбовців для приведення у відповідність до чинних на той час лімітів у 250, 100 та 50 мЗв.
Багато місцевих жителів в перші тижні після аварії споживали продукти, забруднені радіоактивним йодом-131. Йод накопичувався в щитоподібній залозі, і це призвело до великих доз опромінення на цей орган, окрім дози на все тіло, отриманої за рахунок зовнішнього випромінювання і випромінювання інших радіонуклідів, що потрапили всередину організму. Для жителів Прип'яті ці дози були менші завдяки вживанню препаратів, в складі яких є йод, в інших районах така профілактика не проводилася. Слід зазначити, що для населення сіл 30 кілометрової зони, які були евакуйовані пізніше, рівень внутрішнього опромінення був до 4 разів вищий від зовнішнього.
Згідно з моделюванням за даними щодо зовнішнього опромінення населення 30 кілометрової зони можна зробити висновок:
- Середня ефективна доза населення міста Прип'ять до евакуації становить 10.1 мЗв, Дози 4 % серед обстежених дані яких використовувалися в моделюванні перевищили рівень у 25 мЗв і лише 18 осіб отримали дози більше 50 мЗв.
- Середня ефективна доза населення 30 кілометрової зони становить 15.9 мЗв, 9 % отримали дозу більше 50 мЗв, 0,85 % отримали дози більше 100 мЗв і лише для однієї особи доза була вища за 200 мЗв.

В моделюванні використовувалися дані 25 % населення Прип'яті та 35 % населення 30 км зони і згідно з отриманими результатами можна зробити висновки, щодо отриманих доз всього населення зони.
Для порівняння, жителі деяких регіонів Землі з підвищеним природним фоном (наприклад, в Бразилії, Індії, Ірану та Китаю) отримують дози опромінення, рівні приблизно 100—200 мЗв за 20 років.

#### Гостра променева хвороба
Було засвідчено 134 випадки гострої променевої хвороби серед людей, котрі виконували аварійні роботи на четвертому енергоблоку. У багатьох випадках променева хвороба ускладнювалася променевими опіками шкіри, викликаними β-випромінюванням. Протягом 1986 року від променевої хвороби померло 28 осіб. Ще дві людини загинули під час аварії з причин, не пов'язаних з радіацією, і один помер, ймовірно, від коронарного тромбозу. Протягом 1987–2004 року померло ще 19 осіб, проте їх смерть не обов'язково викликана перенесеною променевою хворобою.
Пацієнтів з гострою променевою хворобою лікували у 6-й клінічній лікарні (Москва) при координації Роберта Пітера Ґейла та в Київському інституті радіології та онкології при координації Леоніда Кіндзельського.

#### Онкологічні захворювання

###### Рак щитоподібної залози
Щитоподібна залоза — один з органів, найбільш схильних до ризику виникнення раку в результаті радіоактивного забруднення, оскільки вона накопичує йод-131; особливо високий ризик для дітей. За даними UNSCEAR, протягом 1990-2005 років зареєстровано більше 6000 випадків раку щитоподібної залози серед дітей та підлітків, які отримали опромінення під час аварії на ЧАЕС. Враховуючи низьку ймовірність спорадичних випадків раку щитоподібної залози серед дітей та підлітків, частину з цих випадків вважають прямим наслідком радіації. Експерти Чорнобильського форуму ООН вважають, що за своєчасної діагностики і правильного лікування, ця хвороба характеризується сприятливим прогнозом, проте є повідомлення про 15 випадків смерті від даного злоякісного новоутворення. Експерти вважають, що захворюваність на рак щитоподібної залози буде зростати ще протягом багатьох років.

###### Лейкемія
Деякі дослідження вказують на збільшення числа випадків лейкемії і інших видів раку (окрім лейкемії і раку щитоподібної залози) як у ліквідаторів, так і у жителів забруднених районів. Ці висновки суперечливі і часто є статистично малоймовірними, переконливих доказів збільшення ризику цих захворювань, пов'язаного безпосередньо з аварією, не виявлено. Проте спостереження за великою групою ліквідаторів, проведене в Російській Федерації, виявило збільшення смертності на декілька відсотків.
З досвіду, отриманого раніше, наприклад, під час спостережень за постраждалими при ядерних бомбардуваннях Хіросіми (див. Ядерне бомбардування Хіросіми) і Нагасакі, відомо, що ризик захворювання лейкемією знижується після декількох десятків років по опроміненню, інших видів раку — навпаки. Протягом перших 10-15 років ризик захворіти невеликий, а згодом збільшується. Проте не зрозуміло наскільки можна застосовувати цей досвід, оскільки більшість постраждалих через чорнобильську аварію отримали значно меншої дози.

#### Спадкові хвороби
Різні громадські організації повідомляють про дуже значний рівень вроджених патологій і високої дитячої смертності в забруднених районах. Згідно з доповіддю Чорнобильського форуму, опубліковані статистичні дослідження не містять переконливих доказів цього.
Було виявлено збільшення числа вроджених патологій в різних районах Білорусі між 1986 і 1994 роками, проте воно було приблизно однаковим як в забруднених, так і в чистих районах. У січні 1987 року виявлено незвично велике число випадків синдрому Дауна, проте подальшої тенденції до збільшення захворюваності не спостерігалося.
Дитяча смертність дуже висока у всіх трьох країнах, які найбільше постраждали від чорнобильської аварії. Після 1986 року смертність знижувалася як в забруднених районах, так і в чистих. Хоча в забруднених районах зниження в середньому було повільнішим, зміна значень, що спостерігався в різні роки і в різних районах, не дозволяє говорити про чітку тенденцію. Крім того, в деяких забруднених районах дитяча смертність до аварії була істотно нижча середньої. У деяких найбільш забруднених районах відзначено збільшення смертності. Незрозуміло чи пов'язано це з радіацією або з іншими причинами — наприклад, з низьким рівнем життя в цих районах або низькою якістю медичної допомоги.
В Україні, Білорусі та Росії проводяться додаткові дослідження, підсумки яких ще не були відомі до часу оприлюднення доповіді Чорнобильського форуму.

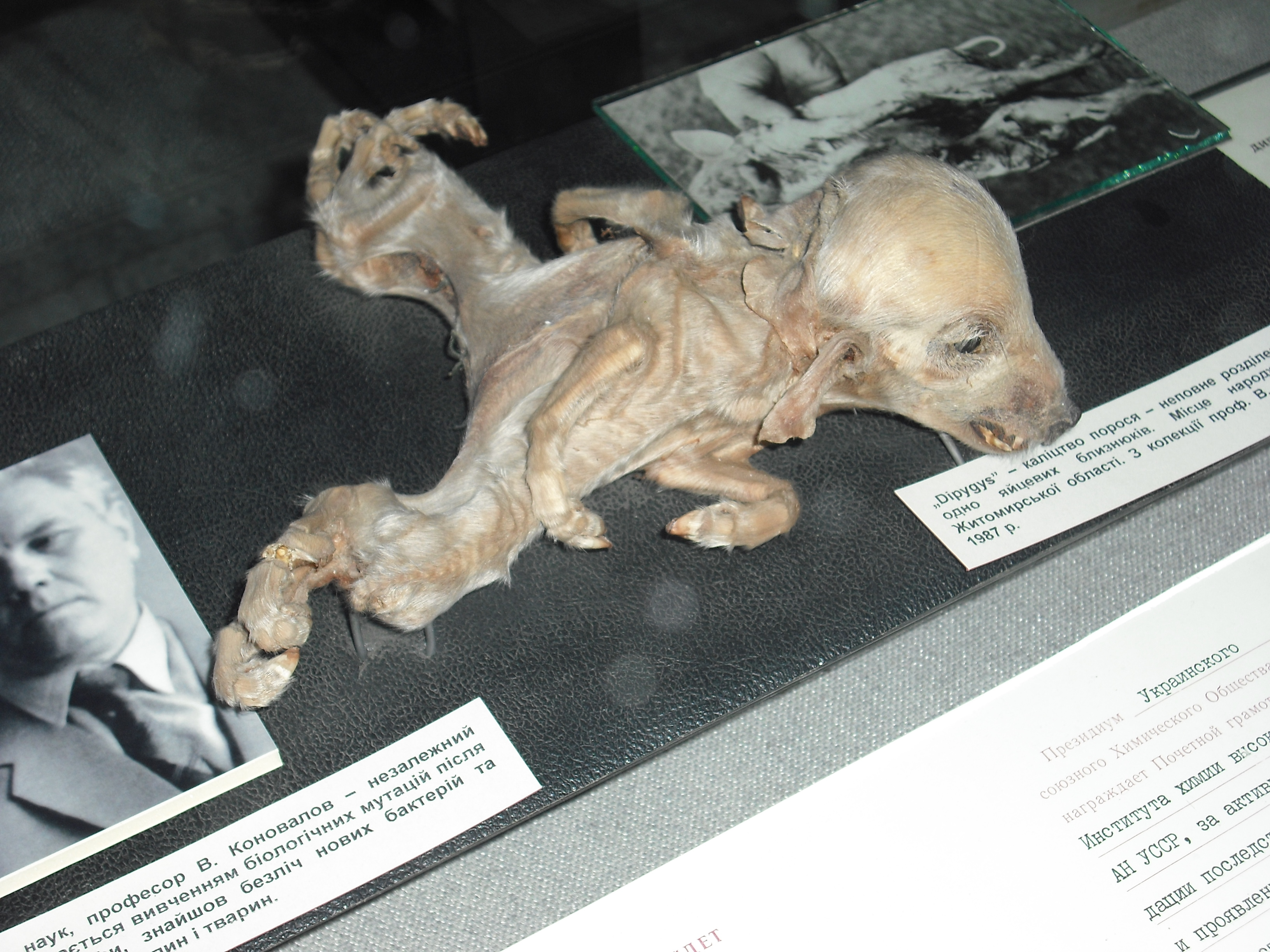
Експонат музею «Чорнобиль». Мутації у людей та тварин могли почастішати у результаті катастрофи.. В той же час ВООЗ заявляє, що «діти народженні від батьків, що були опромінені, не показали статистично значущих змін у частоті мутацій.»

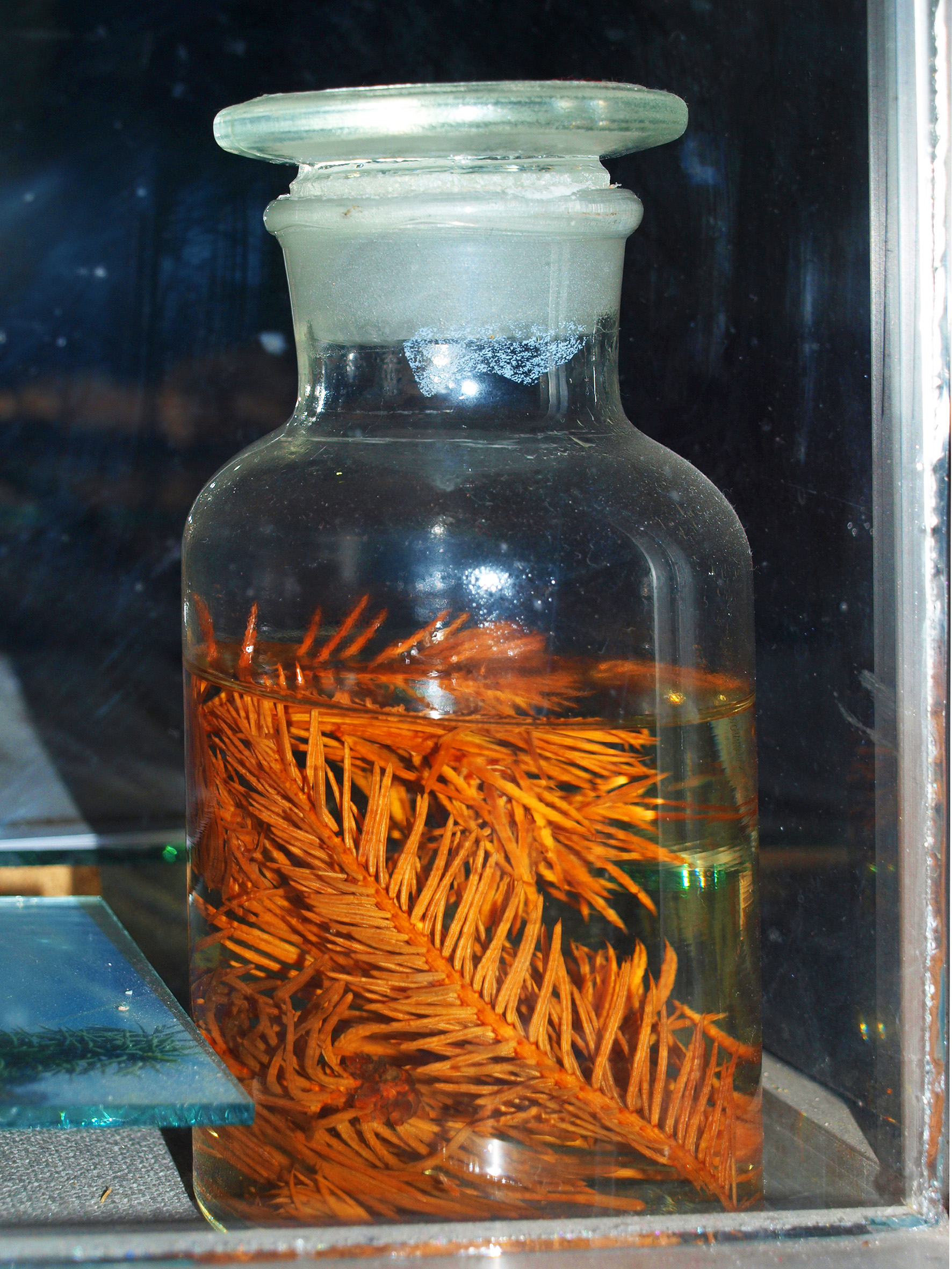
Морфогенетичні зміни ялини звичайної. Дозове навантаження 200 Кі/км². Проявлення гігантизму, патологічного розвитку хвої. Національний музей «Чорнобиль»

#### Інші хвороби
За висновками деяких досліджень, ліквідатори і жителі забруднених районів схильні до підвищеного ризику різних захворювань, таких як катаракта, серцево-судинні захворювання, зниження імунітету. Дослідники Чорнобильського форуму прийшли до висновку, що зв'язок між можливістю захворіти катарактою та опроміненням після аварії, є досить імовірним. Встановлено, що опромінення малими дозами радіації спричиняє підвищення рівня тривожності, агресивності, погіршує атенційно-мнемічні процеси, позначається на психічному розвитку дитини. Відносно інших хвороб, потрібні додаткові дослідження з ретельною оцінкою впливу різних чинників.
До слова, згідно із законодавством всіх країн, що входили до складу СРСР (зокрема України, Білорусі, Російської Федерації) всі чорнобильці мають отримувати пільги соціально-економічного спрямування. Серед інших на отримання пільг можуть розраховувати:
- Особи, які отримали променеву хворобу або інше захворювання, що виникло внаслідок катастрофи в Чорнобилі або робіт по ліквідації наслідків;
- Особи, які перенесли променеву хворобу або інше захворювання, отримане внаслідок здійснення діяльності по ліквідації наслідків Чорнобильської катастрофи;
- Особи, які мають статус інваліда, отриманий в результаті опромінення після чорнобильської аварії;
- Громадяни, які виконували роботи на території чорнобильської катастрофи (в тому числі медичний персонал), дії яких були спрямовані на ліквідацію аварії і її наслідків, у тому числі проведенні евакуації людей, тварин і матеріальних цінностей;
- Громадяни, які виїхали за межі зони відчуження в 1986 р;
- Особи з числа населення території проживання з правом відселення, а також громадяни, які вели на цих територіях свою трудову діяльність;
- Громадяни, які проживають і працюють на території, де передбачені пільги соціально-економічного спрямування;
- Особи, які переїхали із зони проживання з правом відселення;
- Військовослужбовці, які проходять службу на території, постраждалі внаслідок Чорнобильської катастрофи.

### ПовідомленняТАРС: суворі уроки Чорнобиля
Серйозним уроком, суворим застереженням проти халатності, недисциплінованості, безвідповідального ставлення до виконання службових обов'язків, пролунав вирок винуватцям аварії на Чорнобильській АЕС. 29 липня судова колегія у кримінальних справах Верховного суду Союзу РСР під головуванням члена Верховного суду СРСР Р. К. Брізе за участі державного обвинувача — старшого помічника Генерального прокурора СРСР Ю. М. Шадріна завершили в Чорнобилі розгляд кримінальної справи колишніх керівників станції.
Судовий розгляд тривав більше трьох тижнів. Було заслухано десятки свідків і потерпілих, проаналізовано слідчі матеріали, результати роботи урядової комісії, висновки експертів і спеціалістів. Усе це дало змогу ще раз переконатись у справжніх причинах аварії, відтворити справжню картину того, що сталось, неспростовно довести вину підсудних.
Одним з основних винуватців аварії визнано колишнього директора станції В. Брюханова. Як керівник складного в технологічному відношенні підприємства, він не забезпечив його надійної, безпечної експлуатації, неухильного виконання персоналом встановлених правил. Безконтрольність, низька виробнича і трудова дисципліна на станції, випадки порушення технологічних інструкцій мали місце і раніше. З його відома вони нерідко приховувались, а причини, що їх породжували, не усувались. Відсутність взаємної вимогливості, безпринципність призвели до того, що серед керівництва АЕС і частини спеціалістів склалась атмосфера вседозволеності, благодушності та безтурботності. Все це сприяло виникненню і розвитку аварійної ситуації, зумовило невмілі, нерішучі дії персоналу в екстремальних умовах.
Виявивши розгубленість і боягузтво, Брюханов не вжив заходів до обмеження масштабів аварії, не ввів у дію план захисту персоналу і населення від радіоактивного випромінювання, у поданій інформації навмисне занизив дані про рівні радіації, що перешкодило своєчасній евакуації людей з небезпечної зони.
На суді було виявлено факти грубого нехтування службовими обов'язками колишніми головним інженером АЕС М. Фоміним і його заступником А. Дятловим. Як відповідальні за підготовку експлуатаційних кадрів, вони не організували належним чином цю роботу, не забезпечили дотримання технологічної дисципліни персоналом електростанції, більше того, самі систематично порушували службові інструкції, не зважали на вказівки органів нагляду. Ухваливши рішення про проведення випробувань на четвертому енергоблоці перед його виведенням у плановий ремонт, В. Брюханов, М. Фомін, А. Дятлов, а також колишній начальник реакторного цеху О. Коваленко не погодили його у встановленому порядку, не проаналізували всіх особливостей наступного експерименту, не вжили необхідних додаткових заходів щодо гарантування безпеки. Непідготовленим до дій в аварійній ситуації виявився черговий персонал зміни блоку. Колишній начальник зміни Б. Рогожкін самоусунувся від керівництва випробуваннями і контролю за роботою реакторної установки. Одержавши повідомлення про аварію, він не ввів у дію систему сповіщення персоналу.
По-злочинному халатно поставився до виконання службового обов'язку колишній державний інспектор Держатоменергонагляду СРСР Ю. Лаушкін, який не виявив принциповості і наполегливості в реалізації вимог правил безпеки АЕС.
Судова колегія засудила В. Брюханова, М. Фоміна, А. Дятлова до найбільшої міри покарання, передбаченої за ці злочини Кримінальним кодексом,— десяти років позбавлення волі, Б. Рогожкіна — до п'яти, О. Коваленка — до трьох, Ю. Лаушкіна — до двох років позбавлення волі. З кримінальної справи в окреме судочинство виділено матеріали по факту несвоєчасного вживання заходів щодо вдосконалення конструкції реакторних установок цього типу для проведення додаткового розслідування. Винесено окремі ухвали на адресу Мінатоменерго СРСР і Держатоменергонагляду СРСР. Завершений судовий процес, як і весь хід ліквідації аварії на Чорнобильській АЕС, ще раз показали, що надійна та безпечна експлуатація складної сучасної техніки може бути гарантована лише при високому рівні дисципліни, організованості, компетентності і відповідальності кадрів.

## Подальша доля АЕС

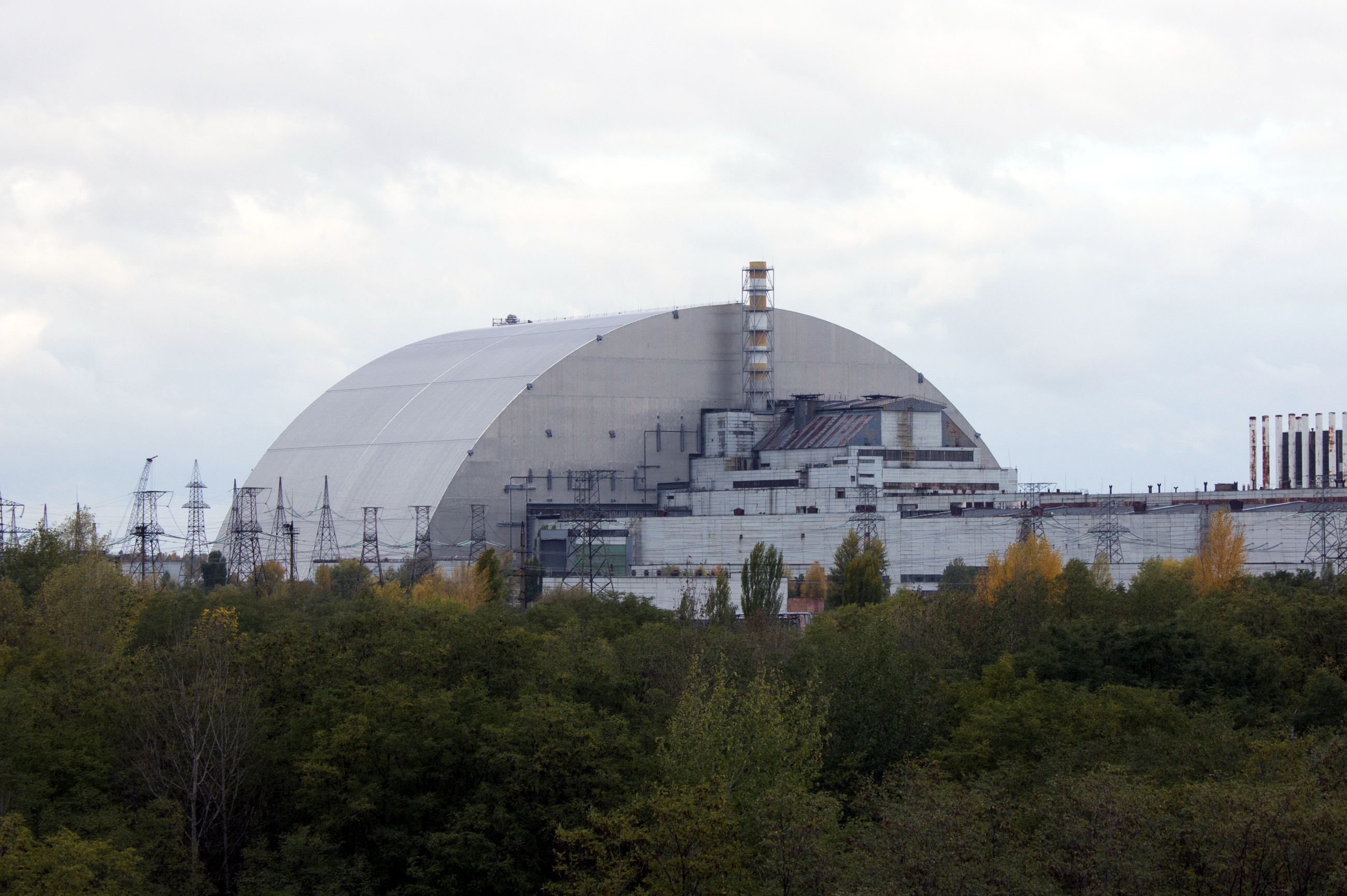
Новий безпечний конфайнмент у 2017 році.

Після аварії на четвертому енергоблоці робота електростанції була припинена з причини небезпечних радіаційних обставин. Проте вже в жовтні 1986 року, після масштабних робіт з дезактивації території і споруди «саркофага», перший та другий енергоблоки були знов уведені в дію, у грудні 1987 року відновлено роботу третього.
1991 року на другому енергоблоці спалахнула пожежа, і в жовтні цього ж року реактор повністю виведений з експлуатації. У грудні 1995 року підписано меморандум про взаєморозуміння між Урядом України і урядами країн «великої сімки» і Комісією Європейського Союзу, згідно з яким почалася розробка програми повного закриття станції до 2000 року. 15 грудня 2000 року назавжди зупинений реактор останнього третього енергоблока.
Саркофаг, побудований над четвертим енергоблоком, що вибухнув, поступово руйнується. Небезпека, в разі його обвалення, в основному визначається тим, як багато радіоактивних речовин перебуває усередині. За офіційними даними, ця цифра досягає 95 % від тієї кількості, яка була на мить аварії. Якщо ця оцінка правильна, то руйнування укриття може призвести до дуже великих викидів. У березні 2004 року Європейський банк реконструкції та розвитку оголосив тендер на проєктування, будівництво і введення в експлуатацію нового саркофага для ЧАЕС. Переможцем тендеру в серпні 2007 року була визнана компанія NOVARKA, спільне підприємство французьких компаній Vinci Construction Grands Projets і BOUYGUES.. Було заплановано збудувати так звану «Арку», яка накриє сучасний об'єкт «Укриття». Фінансування проєкту, яке забезпечують міжнародні донори, переважно ЄБРР, Європейська комісія та США, після його завершення, яке заплановане на листопад 2016 року, міжнародна участь не передбачається, Україна буде змушена самостійно розробити національну стратегію керування ядерними відходами на наступні десятиліття.
Зараз (2020-і) особливої популярності набувають екскурсійні поїздки в 30 кілометрову зону.
Новий чорнобильський саркофаг почали споруджувати 2012-го, а здали в експлуатацію 2019 року. Він має гарантувати безпеку накриття над ЧАЕС до 2120 року.

## Вшанування пам'яті

### Пам'ятники
На честь пам'яті про чорнобильську трагедію моторвагонне депо Люботин Харківської дирекції Південної залізниці обладнано пам'ятний електропоїзд «Чорнобилець».

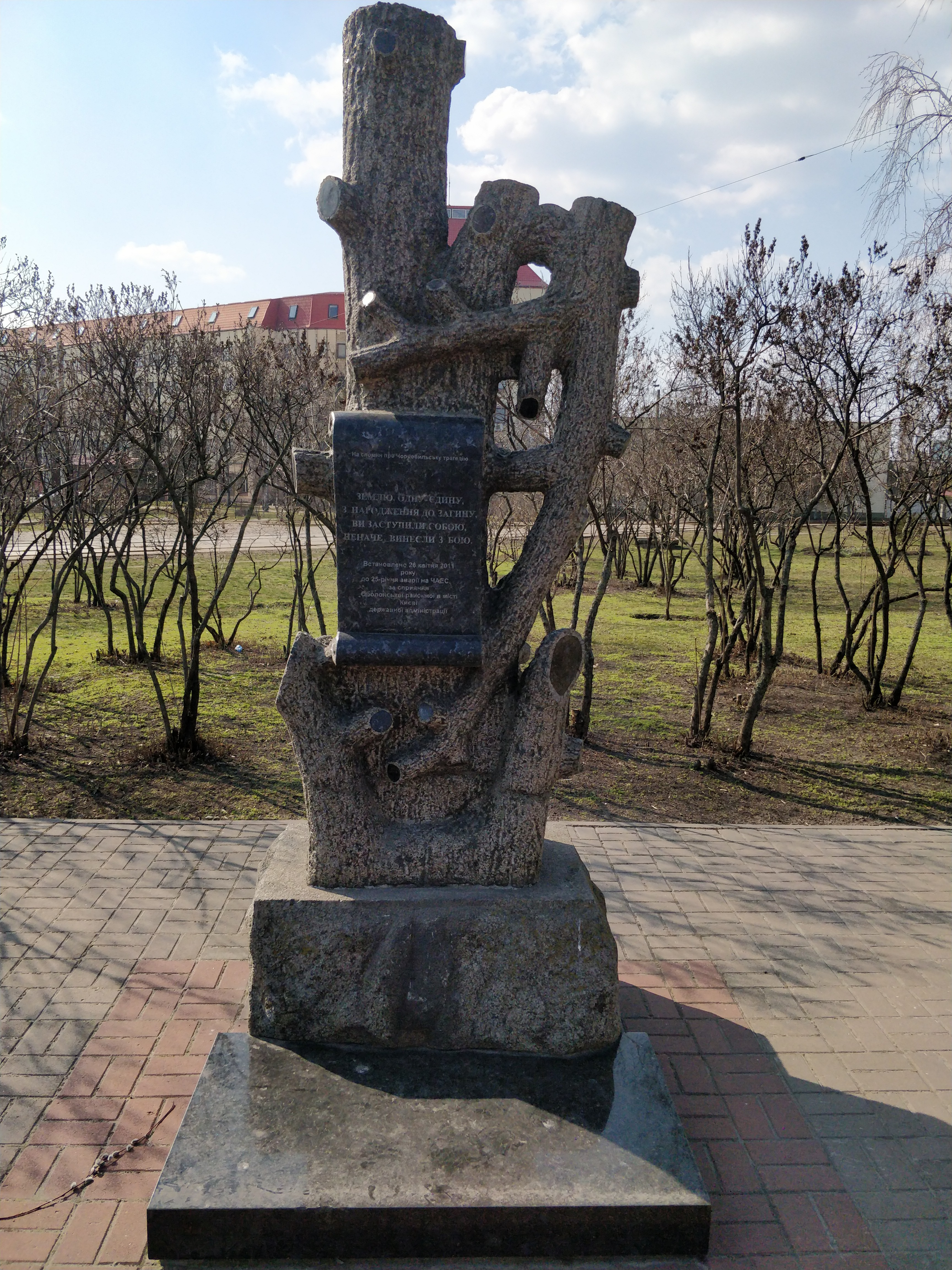
Пам'ятник ліквідаторам аварії на ЧАЕС біля Пожежної частини в Оболонському районі Києва, Київ
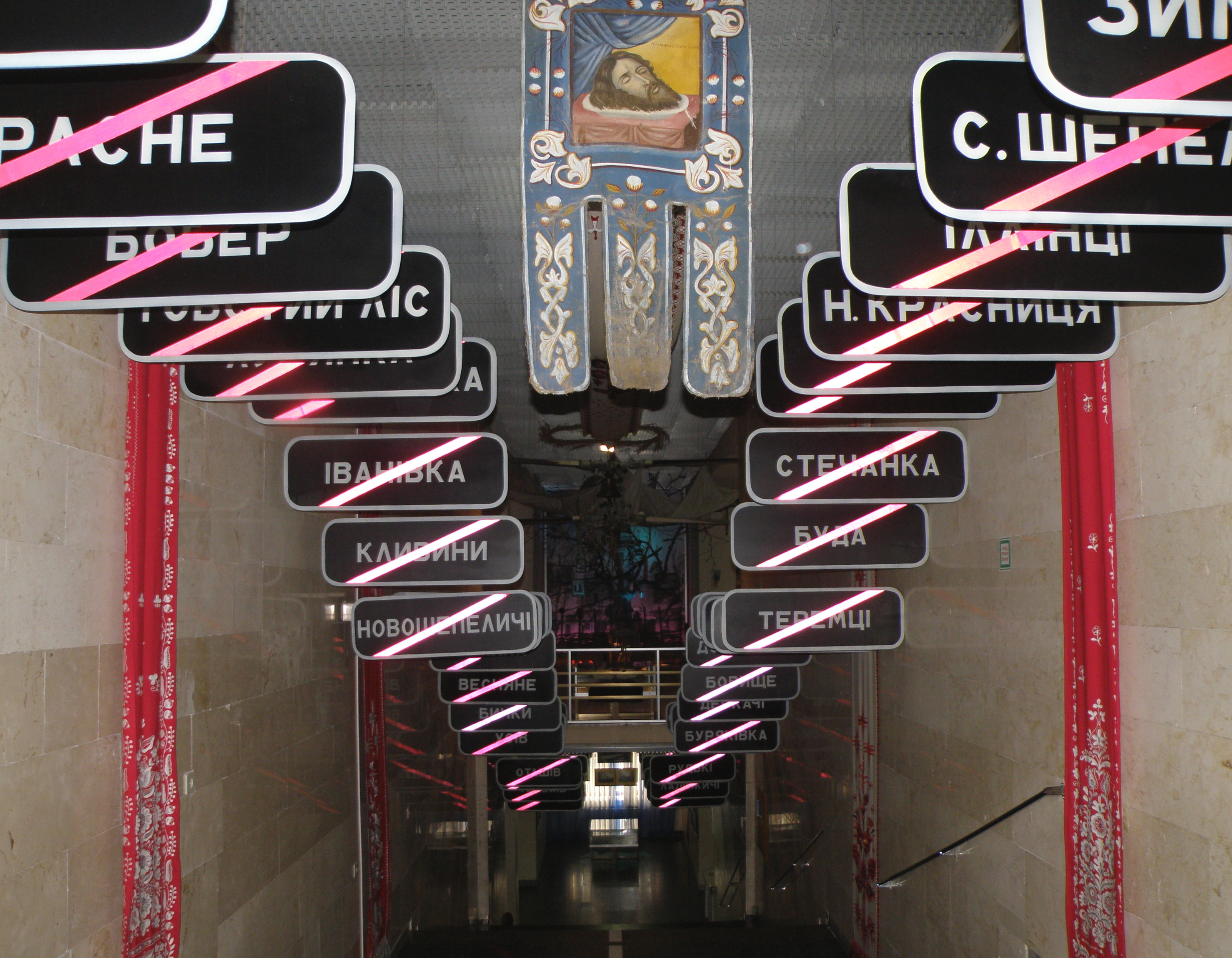
Знаки з перекресленими назвами міст і сіл, населення яких було відселено, музей Чорнобиля, Київ
Пам'ятник жертвам чорнобильської катастрофи та інших аварій, пов'язаних з ядерною енергією, Тернопіль
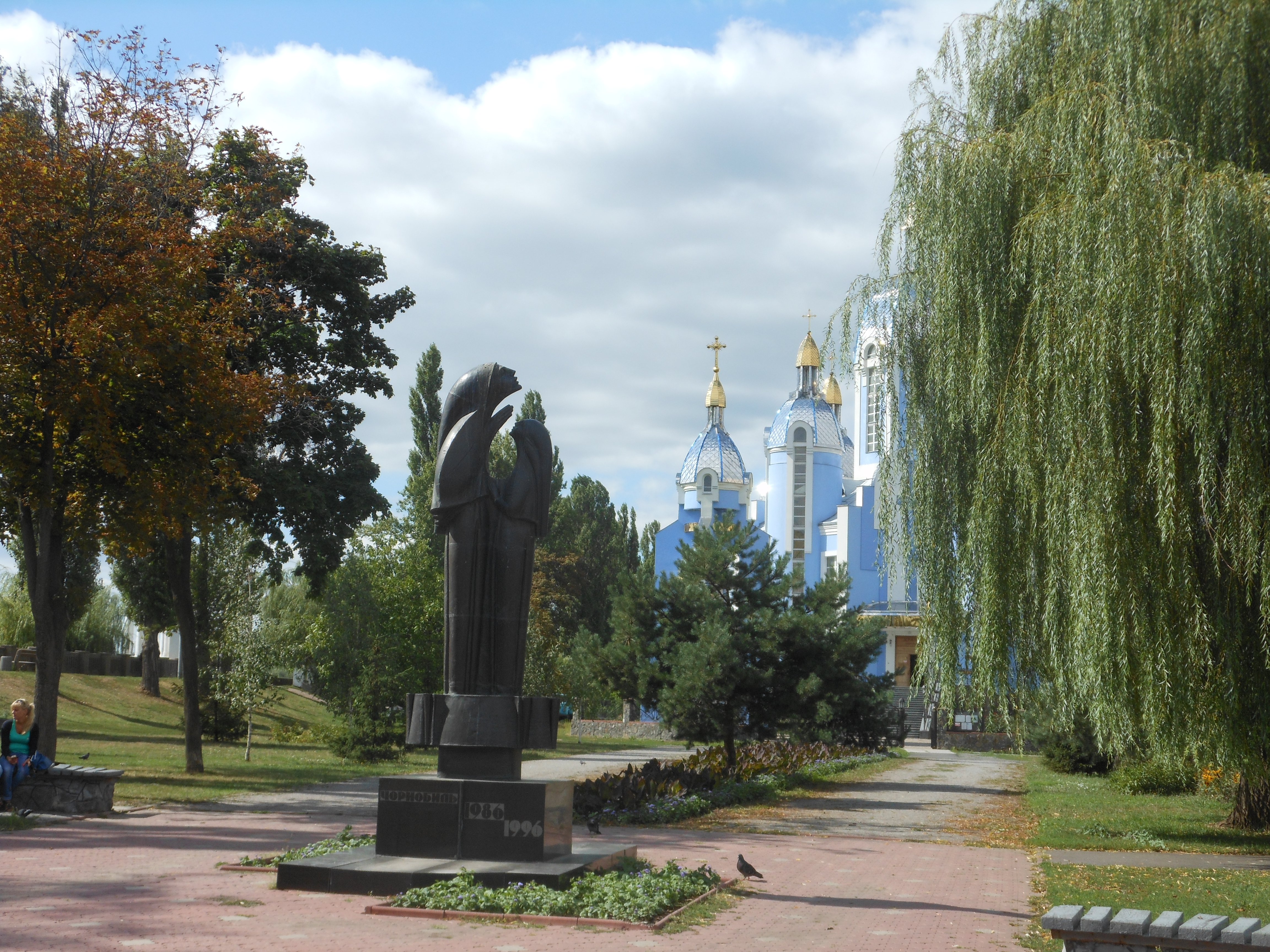
Пам'ятник з нагоди 10-річчя Чорнобильської катастрофи у Вінниці
Пам'ятник жертвам аварії на ЧАЕС, Ковель
Пам'ятник Героям Чорнобиля, Бровари
Пам'ятний знак феодосійцям-ліквідаторам аварії на Чорнобильській АЕС, Феодосія
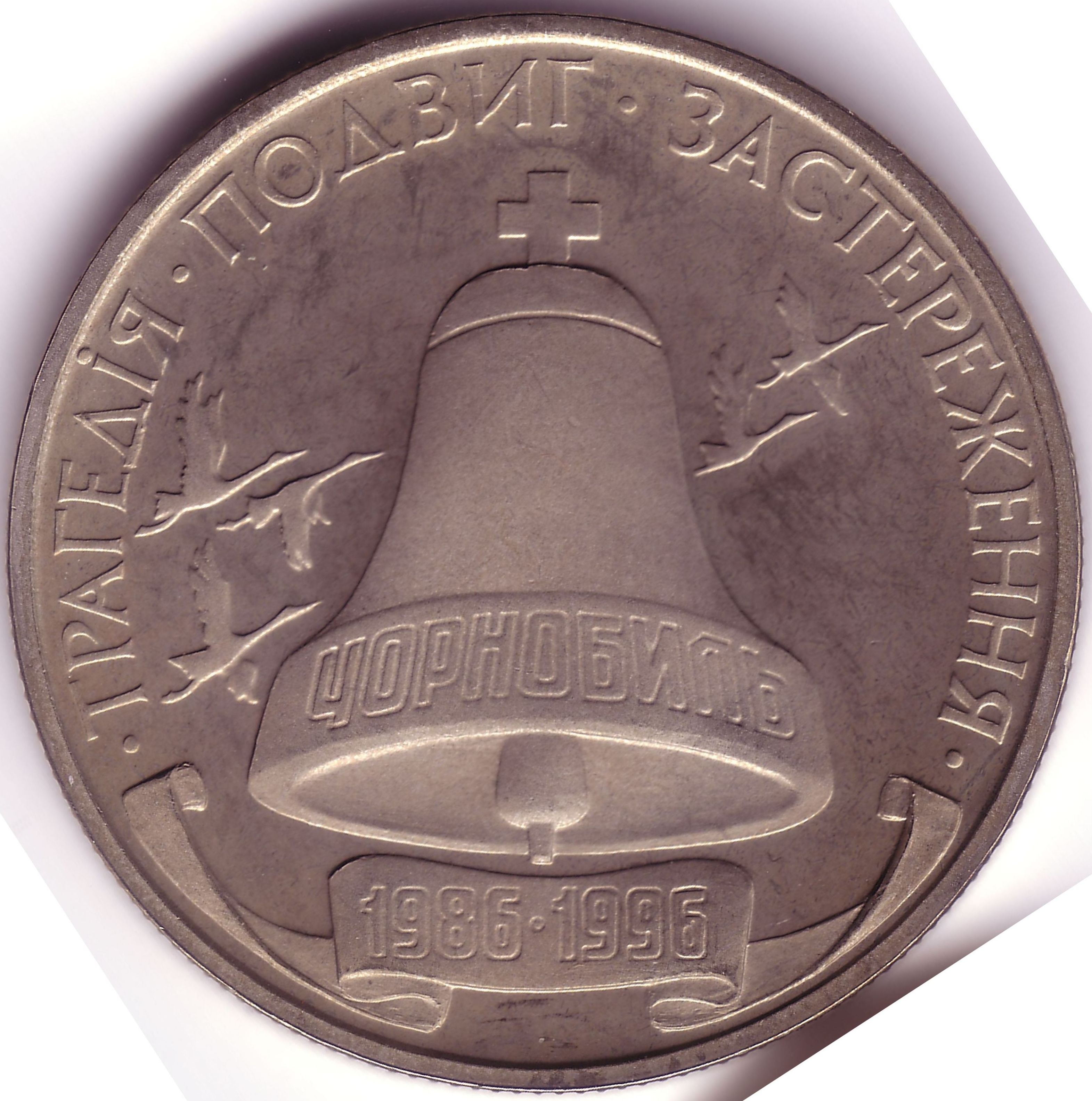
Пам'ятна монета НБУ до 10-річчя аварії на станції
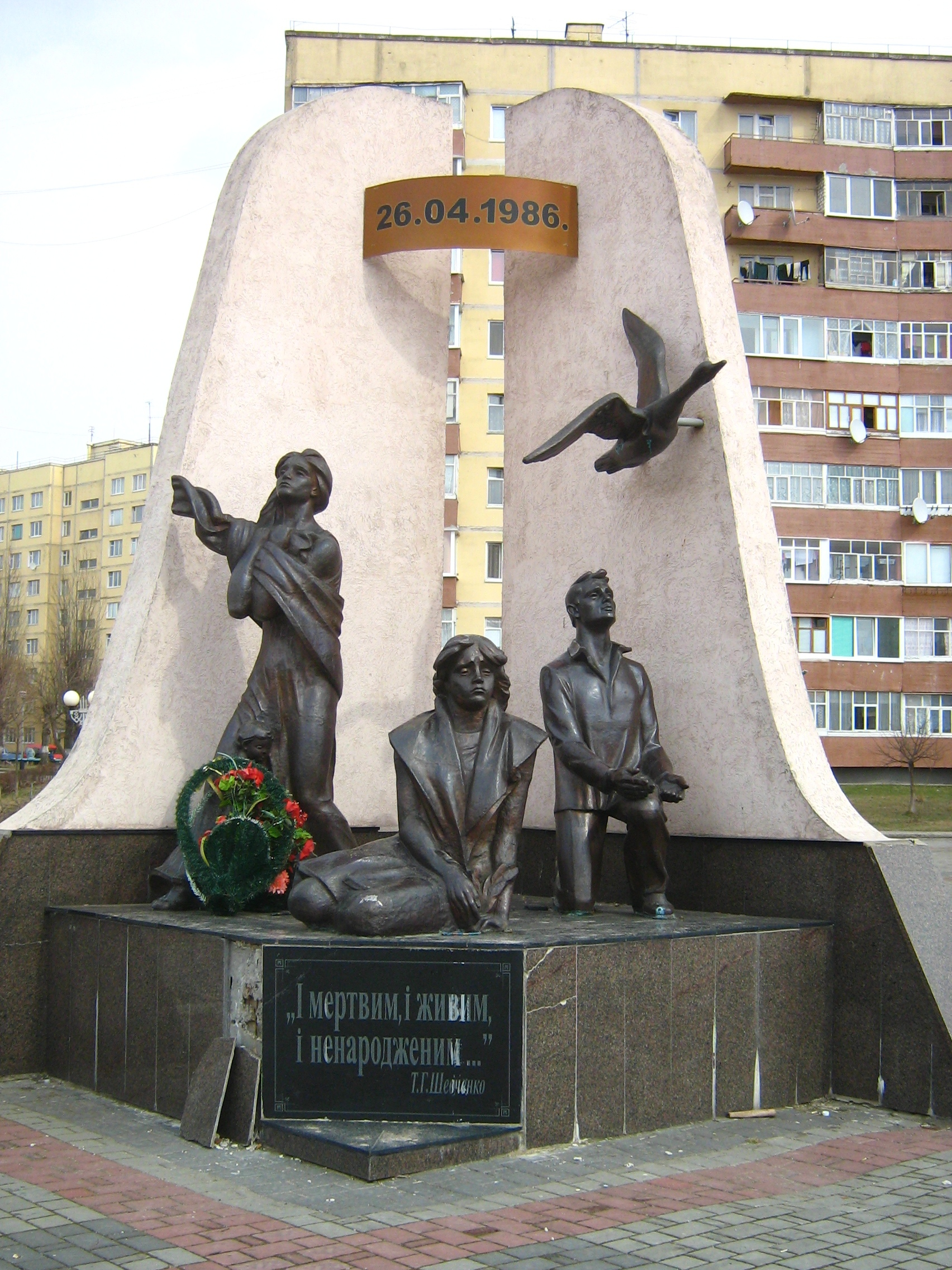
Пам'ятник жертвам Чорнобиля, Вараш
Пам'ятник героям-ліквідаторам від Луганської області
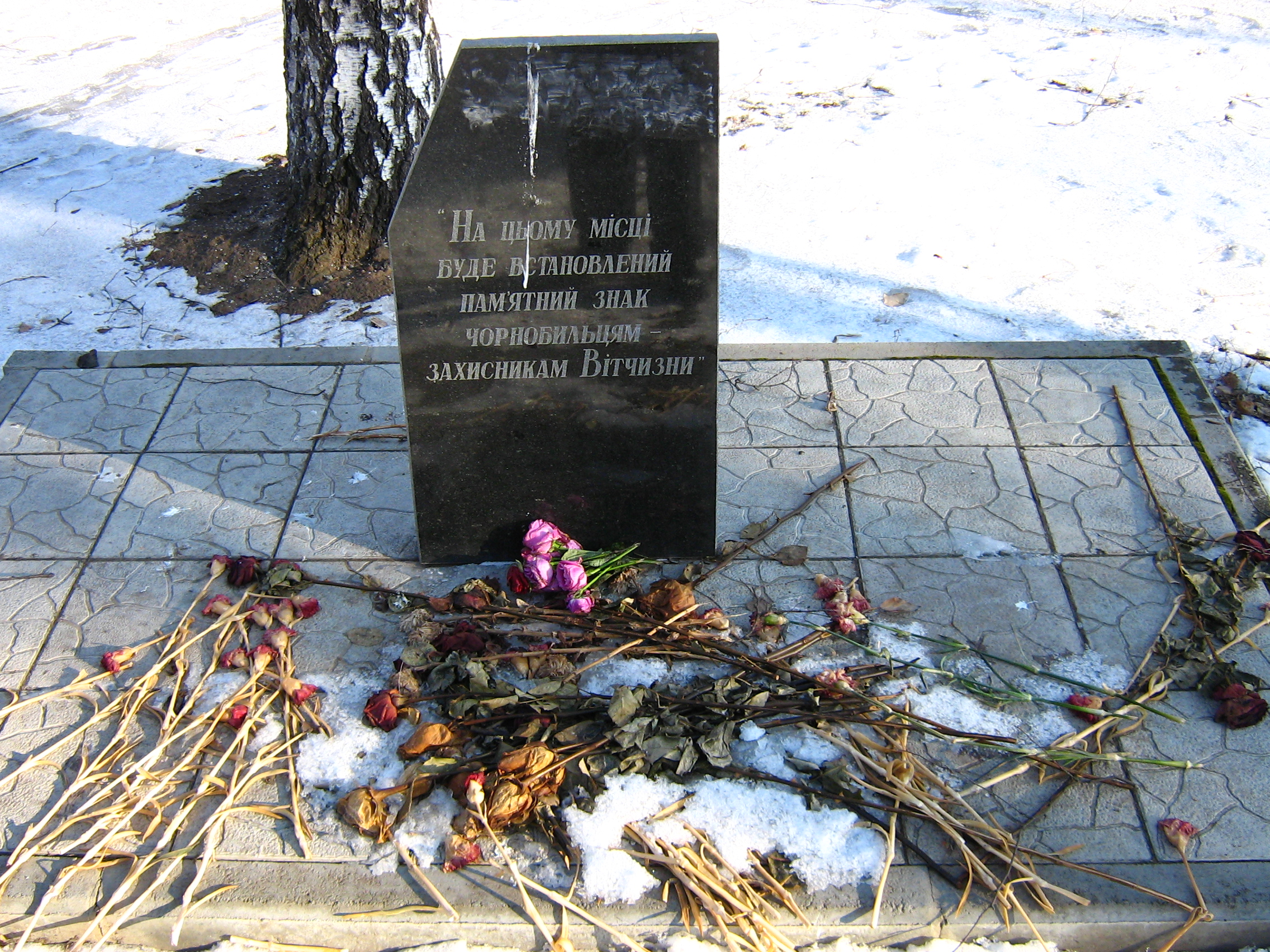
Заготовка для пам'ятника жертвам Чорнобиля, Харків
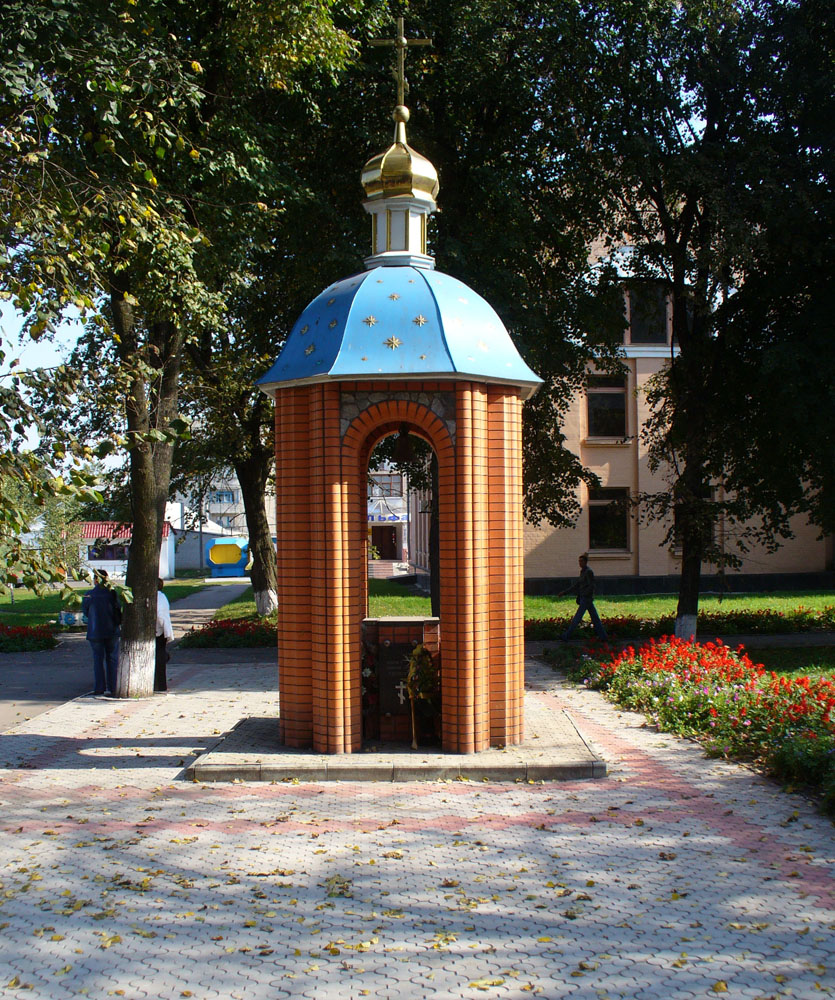
Пам'ятник жертвам Чорнобиля, Хорол
Пам'ятний знак відселенцям із Прип'яті, Київ
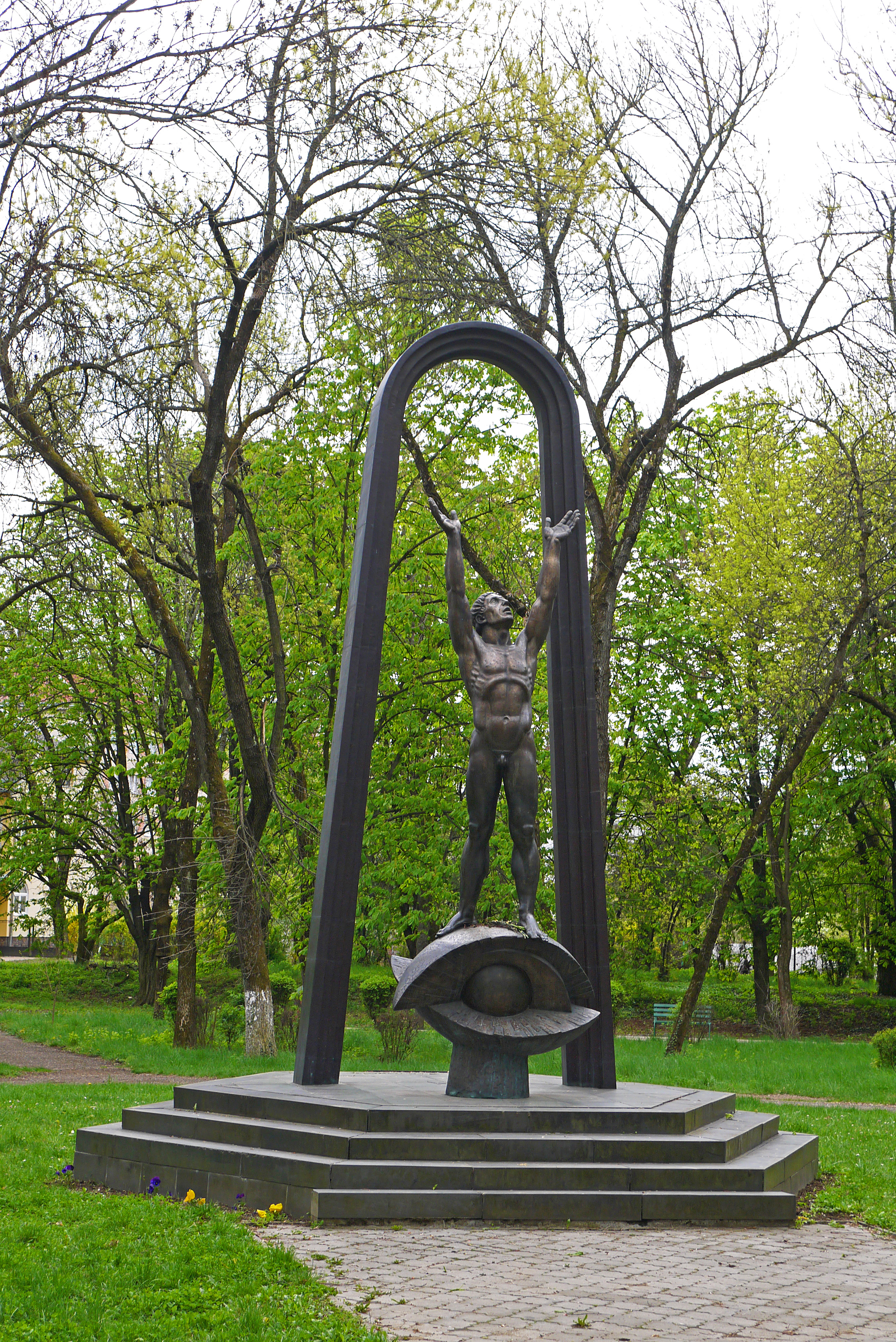
Пам'ятник ліквідаторам аварії на Чорнобильській АЕС, Ужгород
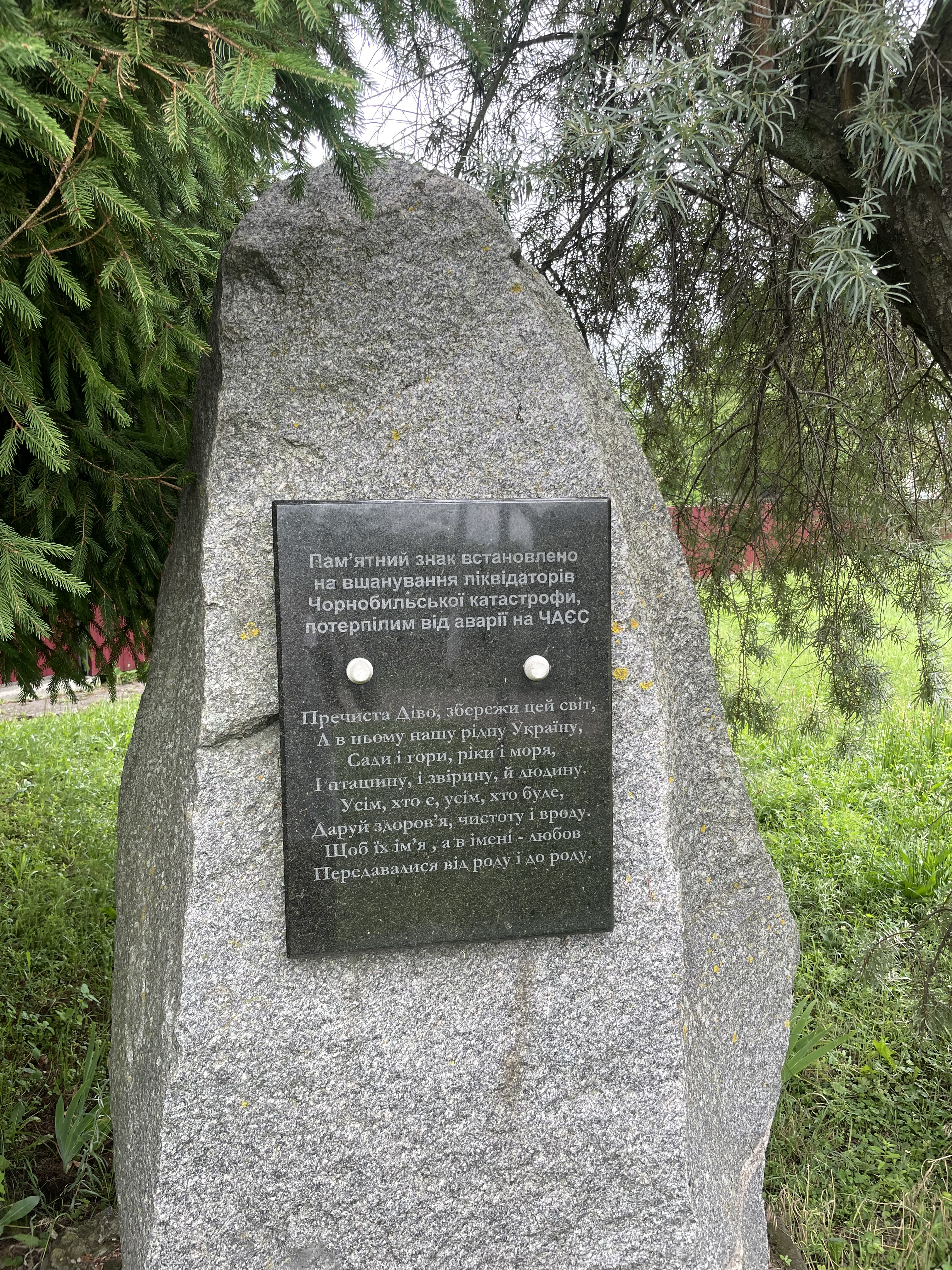
Памʼятник у Згурівці (Київська область), ліквідаторам аварії на ЧАЕС при вʼїзді до Чорнобильського поселення, червень 2024

Білоруська опозиція щороку 26 квітня проводить ходу «Чорнобильський шлях», у Білорусі її проведенню часто перешкоджає білоруська влада.
Зараз у Києві діє національний музей «Чорнобиль», в якому можна дізнатися про подробиці аварії, переглянути особисті речі ліквідаторів, історичні фото, документальні фільми про Чорнобиль (наприклад, «Чорнобиль: Два кольори часу»). Музей розташований поблизу метро Контрактова площа за адресою провулок Хорива, 1.
У Києві також є пам'ятник Жертвам Чорнобильської аварії з написом: «І мертвим, і Живим та Ненародженим.» На алеї героїв у Чернігові, до 10 річниці аварії відкрито пам'ятний знак «Пам'ять Чорнобиля», за участю президента Леоніда Кучми. 26 квітня, до 10 річниці аварії, з ініціативи пожежної частини № 4 з Чорнобиля, біля в'їзду до міста було відкрито пам'ятника пожежникам, які ціною власного життя гасили пожежу після аварії. На пам'ятнику можна прочитати короткий напис: «Тим, хто врятував світ».
Варто зауважити, що пам'ятники ліквідаторам і жертвам Чорнобильської аварії є в багатьох містах України, Росії та Білорусі.

### Топоніми
- Вулиця Героїв Чорнобиля є в багатьох містах України.
- В Івано-Франківську є Сквер Героїв Чорнобиля.

### Фонди
Для допомоги жертвам Чорнобильської катастрофи організовано велику кількість як українських, так і міжнародних організацій. Зокрема в Японії діє Фонд дітей Чорнобиля, який організує кампанії збору пожертв та благодійні концерти. Наприклад, в таких концертах часто бере участь японська бандуристка та співачка українського походження Наталія Гудзій.

### Інше
- Комп'ютерний вірус «Чорнобиль»
- Левко Колодуб — Симфонія № 4 «Чорнобильська»  (1986)
- Чорнобильській катастрофі присвячена пісня Кузьми Скрябіна «Чорнобиль форева».
- У 2021 році на 35-річчя катастрофи українські музичні виконавці Олексій Потапенко, гурт Mozgi, DOROFEEVA, Юлія Саніна, Сергій Бабкін, Тарас Тополя та Аліна Паш за ініціативи Міністерства культури та інформаційної політики України[83] записали спільний сингл «Вальс 86» в пам'ять про Чорнобильську трагедію[84]
- Данило Перцов — «Гірка зоря», ораторія  (2016)

## Відомі особи, пов'язані з ліквідаторами Чорнобильської катастрофи
- Український поет Юрій Іздрик працював ліквідатором наслідків Чорнобильської катастрофи з кінця травня 1986 року[85].
- Батько Володимира та Віталія Кличків, Кличко Володимир Родіонович, брав участь у подоланні наслідків Чорнобильської катастрофи[86].
- Батько вокалістки українського електро-фольк гурту «ONUKA» Нати Жижченко був одним з ліквідаторів наслідків трагедії на АЕС[87].

### Персоналії
- Ананенко Олексій Михайлович
- Беспалов Валерій Олексійович
- Баранов Борис Олександрович